# Apollo–10
Az Apollo–10 (NASA kódja szerint az AS-505) az Apollo-program negyedik emberes repülése volt, egyben a második, amely a Holdig repült. A repülés fő célja a Holdra szállás „jelmezes főpróbája” volt, az utolsó tesztrepülés, amely a Holdhoz való elrepülést, a holdkomp és az anyaűrhajó szétválasztását, az ereszkedést a holdfelszín felett mind-mind magában foglalta, lényegében egy Holdra szállás volt, tényleges leérkezés nélkül. A NASA 1967-ben fektette le azt a sémát, amely szerint lépésről-lépésre elérnek a Holdig és ebben szerepelt egy ilyen, az eszközrendszert minden ízében és teljes körűen kipróbáló teszt. Másrészt az űrszondás tesztrepülések – legfőképpen a Lunar Orbiter-program – révén a mérnökök tudomást szereztek róla, hogy a Hold gravitációs mezeje hogyan tér el a Földétől, hogy tömegkoncentrációk, ún. masconok vannak az égitest belsejében, amelyek befolyásolják a körülötte keringő űrhajók pályáját. Biztonságosan csak ennek a jelenségnek az ismeretében lehetett űrhajót küldeni egy holdi leszállásra.
A repülésre Deke Slayton, a NASA személyzeti ügyekért felelős igazgatója Tom Stafford parancsnokot, John Young parancsnokiegység-pilótát és Gene Cernan holdkomppilótát jelölte meg legénységként, tartalékaik pedig Gordo Cooper tartalék parancsnok, Donn Eisele tartalék parancsnokiegység-pilóta és Ed Mitchell tartalék holdkomppilóta lettek. Ezzel a program visszatért az eredeti rotációhoz (Slayton a "tartaléknak jelölnek, aztán kihagysz két repülést és Te következel a repülésre kijelölt legénységben" szisztémát dolgozta ki), így az Apollo–7 tartalékai kerültek kinevezésre a repülésre. Egyben ez volt a program első olyan repülése, amelyre csupa kipróbált űrveteránt jelöltek (Stafford és Young háta mögött két, Cernan pedig egy repüléssel indult a Holdhoz). A legénység ezúttal is élt két előjogával, a legénységi jelvény megtervezésével és az űrhajók névadásával. A parancsnoki űrhajó a Charlie Brown, a holdkomp pedig a Snoopy nevet kapta, két Peanuts rajzfilm figuráét.
A startra 1969. május 18-án került sor, először és egyben utoljára Cape Kennedy LC39B indítóállásából. A rakéta startja az egész program legkevésbé sikerült, legtöbb probléma által sújtott indítása volt. Mindhárom fokozat esetében fellépett a típusbetegségnek számító pogo oszcilláció, amely olyan súlyos volt, hogy az űrhajósok szeme előtt összefolyt a műszerek képe és nem voltak képesek rádión jelentést tenni. A további műveletek már problémamentesebben mentek, sima repüléssel elértek a Holdig, majd pályára is álltak körülötte. Némi előkészületet követően a két űrhajó szétvált, Stafford és Cernan megkezdte a süllyedést a felszín felett. Egy másodlagos cél volt, hogy a lehetséges leszállóhelyekről közeli fényképek készüljenek, amelyek jobb felbontásuk révén jobban segíthetik a későbbi tényleges leszállások helyének kiválasztását, mint a rendelkezésre álló Lunar Orbiter fotók. A két űrhajós egészen 14 447 méter magasságig ereszkedett, ahonnan már visszafordultak és megkezdték az emelkedést. Kicsit később leválasztották a holdkomp leszállófokozatát és a felszállófokozattal emelkedtek tovább, vissza az anyaűrhajóval való találkozásig. Ebben a műveletben kisebb hibát vétettek az űrhajósok és az űrhajójuk váratlanul irányítatlanul pörögni kezdett. Csak nagy vesződséggel tudtak – kézi vezérléssel – a váratlan vészhelyzetből kikeveredni. Ezt követően sikeresen újra összekapcsolódtak a parancsnoki űrhajóval.
A repülés újabb eseménytelen hazatérési fázist követően 1969. május 26-án ért véget, amikor a Charlie Brown 8 nap 0 óra 3 perc 23 másodperc repülés után belecsobbant a Csendes-óceán vizébe, Amerikai Szamoától 740 kilométerre, ahol a USS Princetown repülőgép-hordozó várta.

## Előzmények
Az 1950-es évek végén kibontakozó űrverseny kezdetén a Szovjetunió sokak meglepetésére előnyre tett szert az űrteljesítmények terén az Egyesült Államokkal szemben, ezért az USA vezetői a közvélemény nyomására úgy határoztak, hogy életre hívnak egy programot, amellyel a szovjetek elé vághatnak. Eladdig a szovjetek olyan teljesítményekkel rukkoltak elő, mint a Szputnyik–1 a világ|első műholdjának] feljuttatása, majd Jurij Gagain az első ember feljuttatása a világűrbe, illetve több más elsőség, amivel megingathatatlan vezető szerepet szereztek, így egy elképzelhetetlenül nagy vállalással lehetett ezt felülírni. Az Apollo-programot 1961. május 25-én jelentette be John F. Kennedy elnök az amerikai kongresszus előtt mondott beszédében azzal a céllal, hogy az amerikaiak embert juttatnak a Holdra. Ezzel az USA lényegében anullálta volna jelentőségében mindazt,a mit addig ellenfele elért. A feladatot a NASA kapta, amelynek szakemberei ki is dolgozták a Hold elérésének módszerét. Az idő előrehaladtával ez folyamatosan változott: előbb a direkt leszállás módszere volt kitűzve, amelyet felváltott az ún. EOR (Earth Orbit Rendezvous – Randevú Föld körüli pályán) módszer, végül pedig lefektették az ún. LOR (Lunar Orbit Rendezvous – Hold körüli pályán végrehajtott randevú) koncepcióját. Az elgondolások között a felküldendő tömeg volt a lényegi különbség. Az elsőnél egy gigantikus rakéta szállt volna fel, majd eljutván a Holdhoz le a holdfelszínre, végül vissza a Földre. A második már annyit enyhített ezen, hogy a gigantikus feljuttatandó tömeget több „csomagban” juttatta volna fel Föld körüli pályára, ahol összedokkolgatva őket, indulhatott volna az expedíció a Holdra. A harmadik pedig azt a forradalmi újítást hozta el, hogy két külön űrhajót vizionált, egyet amelyikben a holdutazók eljutnak a Holdig, majd vissza a Földre és egy másikat, amelyet csak a holdi leszállásra és felszállásra használnak. Ezzel meg lehetett takarítani azt a jelentős tömeget, amely a hazajutáshoz szükséges hajtóanyag kényszerű Holdra juttatásával, majd onnan való felszállításával járt volna. Ez utóbbi koncepció kijelölte a fejlesztési irányokat is: kell egy nagyobb és egy kisebb űrhajó, egy anyaűrhajó és egy holdkomp.
A koncepció birtokában a NASA megtervezte a Holdra jutáshoz szükséges lépéseket és az azokat teljesítő űrrepüléseket is, amelyeket egy ABC sorrendbe szervezett táblázatban foglalt össze. Ennek keretében az „A” jelű repülés volt a leendő anyaűrhajó automata berepülése, a „B” jelű repülés a holdkomp automata berepülése, majd a C” jelű repülés az anyaűrhajó emberekkel való szűzrepülése, végül pedig az utolsó próbarepülés, a „D”-jelet kapta, amely a holdkomp emberekkel való berepülését foglalta magába. Ezt követte volna egy nagy magasságú repülés egy visszatérési teszttel, E típusú repülés jelöléssel, majd az F típusú repülés, amely egy jelmezes főpróba volt, amelyben mindent elpróbáltak volna, elrepülve a Holdig, ott még a holdkomp ereszkedését is szimulálva, de a leszállás mellőzésével, hogy elkövetkezhessen végül a G típusú repülés, a tényleges Holdra szállás. A verseny tempója által diktálva a NASA ezeket rohamtempóban próbálta teljesíteni. Az első repüléseket 1966 vége előtt kívánta teljesíteni a NASA, amelyhez egyrészt kijelölték a hamarabb készen álló, kisebb – de még elégséges teljesítményű – Saturn IB rakétát, illetve kettéosztották az anyaűrhajó fejlesztését egy Block I jelű előszériára, amely még nem kapott meg minden képességet, de Föld körüli pályán való berepülésre teljesen alkalmas volt (egyedül a holdkomppal való csatlakozásra hivatott dokkolószerkezet és randevúradar, illetve ezek kapcsolódó berendezései hiányoztak belőle, valamint egy Block II jelű teljes értékű második szériára. Az első berepülést a Block I-gyel kívánták megvalósítani. Ennek startját kisebb csúszások után 1967. február 21-re tűzték ki. Ezt követhette a többi repülés, elsősorban a holdkomp automata üzemmódú próbája. Az Apollo–1 nem várt katasztrófája miatt az emberes repülések csak nagy késéssel következtek el, előbb a C, majd a D típusú repülés, aztán az „E” a bátor Apollo–8 repülés miatt elmaradt, hogy eljöjjön az „F” repülés ideje. 1969. májusát írták ekkor.

### Űrhajó fejlesztések
Az Apollo–10-et a teljes űrhajórendszer végső tesztjének szánták. A tesztek egy vadonatúj űrhajó teljes kipróbálását célozták, mivel az űrhajórendszer egységeit – részben a holdkomp esetében minden előzmény nélkül – teljesen újként, a feladatra optimalizálva fejlesztették ki. A hardverfejlesztések három fő ágon zajlottak, amelyek aztán a későbbi repülések során találkoztak össze. A hardverekkel – és fejlesztésükkel – kapcsolatos követelmények a szintén több lépcsőn átesett Holdra szállási koncepcióból fakadtak: előbb a közvetlen leszállást propagálta a NASA, amelyben egyetlen hatalmas rakéta juttatott volna el szintén egy hatalmas rakétát a Holdra, mely aztán vissza tudott volna térni a Földre, majd ezt követte az ún. EOR-koncepció, amelyben a feljuttatandó tömeget kisebb csomagokra és így kisebb rakétákra bontották volna, végül aztán rátaláltak az ún. LOR-koncepcióra, mely forradalmi volt a feljuttatandó tömegben és abban, hogy két külön űrhajót küldött volna, egyet, amellyel eljutnak a holdutazók a Holdhoz és egyet amellyel leszállnak rá. Ez a koncepcionális fejlődés határozta meg milyen fejlesztendő eszközökre van szükség.
Az első fejlesztési ág a rakétáé volt. A LOR-koncepcióban kirajzolódó űrhajók tömege éppen belefért a Wernher von Braun huntsville-i rakétaműhelyében tervasztalon születőfélben levő Saturn rakétacsalád felbocsátási kapacitásába. Ezekből a rakétákból egy rakétacsalád volt kibontakozóban, amelyből végül egy közepes teljesítményű változat a Saturn IB és egy óriásrakéta, a Saturn V valósult meg. Utóbbi Föld körüli pályás kapacitása 181 000 kg, míg holdirányú kapacitása 48 600 kg volt, amellyel éppen képes volt eljuttatni a szomszéd égitestre az Apollo űrhajós, holdkomp párost. A rakéta egyébként a második világháborús német V–2 leszármazottja volt mind technikai, mind abban az értelemben, hogy az egykori német Harmadik Birodalom lényegében amerikai hadifogságba esett és az USA-ba szállított rakétamérnökei hívták életre.
A másik fő fejlesztési ág az Apollo űrhajóé volt. Ez a fejlesztés a Mercury űrhajó, majd Gemini űrhajó alapjairól indult és még az első, direkt leszállásos koncepció idején indult. Ennek az időszaknak az öröksége volt később, hogy a fejlesztést két lépésben tervezték végrehajtani, a Block I jelű első sorozatban, amelyben egy még korlátozott képességű, összekapcsolódásra képtelen űrhajó született volna és a Block II jelű második sorozatban szerelték volna fel az űrhajót a később, a LOR-koncepcióval a követelmények közé került képességgel. Némi meglepetésre a fejlesztés feladatát nem az előző két program bevált beszállítója, a McDonnell kapta, hanem a North American repülőgépgyár. A tervezők egy, a Geminihez hasonló konstrukciót építettek, egy külön utaskabinból és egy műszaki egységből álló szerkezetet, amelyből a kabin fogadta magába az immár három fősre nőtt személyzetet és az összes létfenntartáshoz, illetve navigációhoz szükséges eszközt, míg a műszaki egység a hajtóművet, a különböző ellátmányokat és a kormányrendszert. Az űrhajó később rendkívül sikeres konstrukciónak bizonyult, igaz az Apollo–1 tűzesete után alapos áttervezésre szorult.
Míg a harmadik, talán legkritikusabb ág a holdkomp létrehozása volt. Ez volt az az űrhajóegység, amelynek a fejlesztése a legkésőbb indult el – tekintettel arra, hogy a hozzá illő koncepciót is csak a legkésőbb fogadták el. A megbízást a Grumman kapta, hogy megtervezze és legyártsa a minden követelménynek megfelelő leszálló egységet. A fejlesztési folyamat 1962-ben indult és rendkívül hosszasan elhúzódott. A problémák sarokpontja a holdkomp tömegének megfelelően alacsony szintre val leszorítása volt, emiatt több verzió is született, amely valamiféle fejlődési folyamatot is mutatott, mire kialakult egy végleges dizájn. Maga a holdkomp két viszonylag önálló részből állt. Az egyik rész a leszállófokozat volt, önálló, változtatható tolóerejű és többször újraindítható hajtóművel, az ahhoz szükséges hajtóanyag tartályokkal és egyéb berendezésekkel, leszálló talpakkal, amely fokozat aztán a Holdra leérkezvén automatikusan átalakult indítóállássá, hogy a haza induló másik fokozat majd biztonsággal elindulhasson a holdfelszínről haza. A másik részegység a felszállófokozat volt, szintén önálló hajtóművel és üzemanyaggal és a legfontosabb részegységként a személyzetnek és az irányításhoz, illetve a létfenntartáshoz szükséges berendezésekkel. A kabin részben a súlytakarékosság, részben pedig a koncepcióból fakadó okok miatt rendkívül kicsi volt, lényegében két összetolt telefonfülke méreteivel rendelkezett, ebben kellett élnie és dolgoznia a legénységnek a végső missziókon három napos holdfelszíni tartózkodás ideje alatt. Az elhúzódó fejlesztés miatt az egység 1969 tavaszára vált repülőképessé és 1969 nyarára teljes mértékben a követelményeknek megfelelővé.
A fenti fejlesztések végén megindult a hardver kipróbálása, amely először részegységenként meg végbe, majd az Apollo–10 idejére vált alkalmassá egy teljes körű, mindenre kiterjedő próbára, amikor egyszerre repült a Saturn V, az Apollo űrhajó és a holdkomp a Holdhoz.

### Kezdeti tesztek
Az űrhajók és rakéták kipróbálása két jól elkülönülő forduló köré szerveződtek: ember nélküli automata tesztek és már űrhajósokkal végzett próbarepülések (a betűrendes tervben az A és B repülés az automata repüléseket, a C, D, E és F repülés pedig az emberes teszteket). De már az ember nélküli tesztek is két további ágra különültek el: előbb az egyszerre csak egy részegységet próbáló és a kisebb tömeg miatt csak a kisebbik rakétával, a Saturn IB-vel indított próbarepüléseket és később az összetettebb, már a Saturn V óriásrakétát is csatasorba állító repüléseket.
Az első próba az AS–201-es volt, amelyben először repült Saturn rakéta és Apollo űrhajó az űrbe, a NASA ezen próbálta ki először a rakéta és az űrhajó integritását, illetve az elkészült, Block I sorozatú űrhajó repülését. A NASA óvatos volt és csak egy űrugrás keretében indította a tesztet (bár ez is elegendőnek látszott a célok elérésére), amelyre 1966. február 26-án került sor. A kísérlethez elsőre a kisebb teljesítményű Saturn IB rakétát használták (amely így is elegendő kapacitású volt) és az rendben tette a dolgát, 435 kilométer magasra juttatva az űrhajót, ahonnan hajtóműteszteket is közbeiktatva, lényegében belelőtték az űrhajót a légkörbe. A 37 perces repülés végén a NASA feje három komolyabb hiba miatt fájhatott: az űrhajó SPS hajtóművel csak 80 másodpercig működött megfelelően, az űrhajó kormányrendszere is meghibásodott a visszatáráskor és egy rövidzárlat miatt a mérési eredmények is elvesztek, így a próba nem minősült sikeresnek.
A következőként kijelölt AS–202 teszt ismét egy A típusú repülés volt, amellyel egyrészt megismételték az AS–201 sikertelen kísérleteit, másrészt alaposabban letesztelhették még egyszer az Apollo űrhajót, mielőtt emberrel a fedélzeten bocsátották volna fel. Az előkészítés késedelmei miatt a repülés helyet is cserélt az AS–203-assal. A repülési profil újfent csak egy űrugrást rajzolt, azonban sokkal hosszabb időtartamban, mintegy háromnegyednyi Föld körüli keringést megvalósítva és a különböző hajtóműindításokkal végül szimulálva a holdi visszatérés sebességét. A startra 1966. augusztus 25-én került sor, Ezúttal sikeresen tesztelték le mind az S-IVB, mind az SPS hajtómű újraindíthatóságát. Az űrhajó 93 percnyi repülés után szállt le a Wake-sziget mellett a Csendes-óceánra, ahol az USS Hornet anyahajó várta.
A sikert követően a NASA áttért a második fázisra, bár csak egy újabb A típusú repülést következett, ezúttal a nagy változást az hozta azonban, hogy a végre elkészült nagyrakétát, a Saturn V-öt is csatasorba állíthatták, így a következő teszt már a végső kialakításban, a holdrakétával indulhatott. A repülés az új jelölési szisztéma szerint az Apollo–4 jelölést kapta. A teszt célja az volt, hogy a végső kialakításban letesztelhessék a rakéta és az űrhajó strukturális kompatibilitását, valamint az űrhajóval is ismét elvégezzék a rendszerteszteket, különös tekintettel a hőpajzsra, amely kulcsfontosságú szerepet játszott a Holdtól való légköri visszatéréskor. Egyben természetesen élesben kipróbálhatták a vadonatúj óriásrakétát és a köré épült infrastruktúrát. A startra 1967. november 9-én 7:00-kor (12:00 UTC) került sor. A rakéta rendkívüli külsőségek között startolt el Cape Canaveral 39A indítóállásáról. Pályára állva három keringést tett meg a Block I sorozatú űrhajó (miközben az óriásrakéta néhány apróbb, elhanyagolható rendellenességtől eltekintve kitűnőre vizsgázott), majd folyamatosan gyorsítva lőtték bele a Föld atmoszférájába. A légköri teszt is tökéletesen sikerült és az űrhajó leszállt a Csendes-óceánon, ahol a USS Bennington várta.
Az Apollo–5-tel következett el a egész Holdra szállási koncepció szempontjából legfontosabb teszt. A NASA továbblépett a B típusú repülésre, azaz a holdkomp ember nélküli kipróbálására. A holdkomp, mint az egész űrhajórendszer, hovatovább az egész Apollo-program kulcsfontosságú darabja fejlesztése évek óta tartott és végre elért arra a szintre – hogy bár a végső követelményeknek, elsősorban a kijelölt súlylimitnek még mindig nem felelt meg – egy repülésen ki lehetett próbálni. A NASA ezúttal ismét a kisebb rakétát, a Saturn IB-t használta a próbához, mivel annak kapacitása is elegendő volt egy Föld körüli pályán végzett teszthez. A mérnökök elsősorban a holdkomp két hajtóművének működésére és a két fokozatának szétválasztására voltak kíváncsiak, természetesen a manőverezőképessége mellett. A repülés 1968. január 22-én 17:48-kor (22:48 UTC) indult útjára. A holdkomp problémamentesen pályára állt. A hajtóműtesztek két keringést követően kezdődtek. Egy kisebb hiba mellett módosítani kellett a repülési terven, amelyet követően és mind a leszálló hajtómű indításai, mind a fokozatleválasztás, mind a felszálló hajtómű indítása a vártnak megfelelően ment végbe. Tizenegy óra repülés után az űrhajó szétvált részegységeinek irányítását leállították, majd a holdkomp – nem lévén hőpajzsa – belesüllyedt a légkörbe és elégett.
Az emberes repülések előtti utolsó próbarepülés az Apollo–6 volt, amelyben a teljes kiépítésű, Saturn V-tel és Block I parancsnoki űrhajóval indított repüléssel próbálták ki a holdrakétát és a Holdhoz indítandó űrhajót. Ezúttal azonban nem csak Föld körüli pályára küldték az űrszerelvényt, hanem elindították az űrhajót a Hold felé – hogy aztán rövid idő után megszakítsák az utat és egy repülés megszakítást szimulálva visszafordítsák – és végül a Földön érjen véget az út. A felszállásra 1968. április 4-én került sor, ám a Saturn V startja nem sikerült problémamentesre. Az emelkedés második percében a rakétahajtóművekben oszcilláló nyomásváltozások (ún. pogo-oszcilláció) lépett fel, óriási vibrációt keltve az űrszerelvényben. A vibráció így messze meghaladta a tűréshatárként megjelölt mértéket. A fokozatleválás után az S–II hajtóműveivel is gond támadt, pogo-oszcilláció megmaradt és két hajtómű is idő előtt leállt, a szerkezet pedig károsodott. A harmadik fokozattal is gond volt? a Föld körüli pályára állás után újra kellett indítani, hogy a Hold irányú gyújtást szimulálják, ám a hajtómű néma maradt. Végül az Apollo űrhajó SPS-hajtóművével kellett a manővert végrehajtani. Innentől rendben működött minden és az űrhajó visszatért a Földre, hogy az űrkabin végül Hawaiitól északra érjen vizet a Csendes-óceánon. A próba azonban kétségeket vetett fel a Saturn V-tel kapcsolatban.

### Apollo–1
A NASA éppen áttért volna az űrhajósokkal végzett tesztekre, ám ekkor egy váratlan katasztrófa történt, amely alapjaiban változtatta meg a program menetét. Az AS–204 jelű küldetésen, immár emberekkel a fedélzeten, a valós startig a hardver alkalmasságát valós körülmények között kellett bizonyítani. A repülésre Deke Slayton, a NASA repülőszemélyzetekért felelős igazgatója Virgil Grissom parancsnokot, Edward White-ot mint a parancsnoki modul pilótáját és Roger Chaffee holdkomppilótát jelölte ki, így ők vettek részt ezeken a teszteken is. Ugyanők voltak, akiket a NASA korábban a kaliforniai Downey-be, a gyártó North American telephelyére delegált, hogy felügyeljék és segítsék az űrhajó építését, majd annak Cape Kennedyre érkezése után a teszteken végigvigyék a gyártmányt. A repülésre felkészítendő CSM–012 gyári számú parancsnoki és műszaki egységet (CSM) még a végszerelés során is számos ponton változtatták meg, majd magassági kamrás tesztek jöttek soron, mielőtt az űrhajót a valós indítóállásban egy valós rakétára szerelték volna. A felbocsátás előkészítése a célegyenesbe fordult, amikor startszimulációkat kezdtek futtatni az űrhajósok és a mérnökök.
1967. január 27-én egy ilyen startszimuláció lett volna az ún. csatlakozók ki (plugs-out) teszt, amelyben azt akarták kipróbálni, hogyan működik az űrhajó, amikor – hasonlóan egy igazi starthelyzethez – kihúzzák az összes csatlakozót és az űrhajó immár nem az indítóállás energiaforrásaira csatlakozik, hanem a saját belső berendezéseire. A teszt nem haladt rendben, különböző problémák miatt meglehetősen elhúzódott, különösen egy kommunikációs teszt okozott sok fejfájást – az űrhajó és a néhány háztömbnyire levő irányítóközpont között szakadozott a rádióadás –, amelynek elhárításán dolgoztak a technikusok. Már éppen elkészültek a megoldással, amikor váratlanul hidegzuhany-szerűen az űrhajósok azt jelentették a rádión át, hogy tűz ütött ki a kabinban.
A vészhelyzet pillanatok alatt elharapódzott, a tűz rendkívül gyorsan elborította az egész kabint, majd az óriásira nőtt belső nyomás kirepesztette a kabin falát. Közben mind az űrhajósok, mind az indítóállás mentésre siető személyzete a kabinajtó kinyitásával kezdett próbálkozni, ám az egy konstrukciós hiba miatt csak rendkívül nehezen és lassan sikerült. Mire ki tudták nyitni, már késő volt, az űrhajósok időközben meghaltak a kabinban.
A tűz kivizsgálására egy vizsgáló bizottságot állított fel a NASA. Ez megállapította, hogy a tűz kiváltó oka egy helytelen tervezési filozófiai hiba volt, a korábban széles körűen alkalmazott, tiszta oxigénes kabinlégkör okozta fokozott tűzveszély vált valóra és amiatt – illetve a szintén tervezési hibának számító, gyúlékony anyagok viszonylag széles körű alkalmazása miatt – lobbanhatott lángra és éghetett ki az űrhajó. Ezt tetézte a kabinajtó tervezési hibája, mivel az befelé nyílt és egy bonyolult nyitómechanizmus működtette és a tűz miatt extrém módon megemelkedett belső nyomás miatt nyithatatlanná vált. Az űrhajósok halálát nem a tűz, hanem az átégett légzőcsöveken, illetve a szintén nem tűzálló szkafanderek végzetes sérülésein beszivárgó mérgező gázok belélegzése okozta. A feltárt hiányosságok alapján kialakuló cselekvési terv mentén számos helyen kellett újratervezni az űrhajót. A tűz és az újratervezés végén engedélyezett újabb startkísérlet között húsz hónap telt el.
A NASA az elhunyt űrhajósok özvegyeinek javaslatára kegyeletből elvetette a korábbi AS–204 repülési jelzést és helyette az Apollo–1 jelölést használták tovább, illetve ezzel párhuzamosan átalakította a repülések lnevezését és onnantól kezdve az új szisztéma szerint jelölte a repüléseket – visszamenőleg átnevezve a korábbi ember nélküli teszteket is, majd előpremenőleg amiden későbbi tesztet már ellátva az új, Apollo+repülési szám jelöléssel.

### Apollo–7, Apollo–8 és Apollo–9
Az Apollo–1 katasztrófáját követő kivizsgálás ajánlásai alapján megtörtént a hibák kijavítása és előállt az Apollo űrhajónak egy végleges, javított változata, amellyel megkezdődhettek az emberes próbák. Ez azonban egybeesett azzal, hogy a CIA hírszerzői azt a hírt hozták a Szovjetunióból, hogy a szovjet űrhajósok is rohamléptekkel készülnek a Hold meghódítására (amelyet alátámasztott számos Zond űrszonda sikeresnek beharangozott útja) és előre láthatólag 1968 decemberéig megpróbálják elérni a Holdat. A NASA ezért változtatni volt kénytelen a tervein, mivel az ő időrendjük szerint a hasonló amerikai próbálkozásra csak jócskán 1969-re volt betervezve. George Low agyából pattant ki az a szikra, miszerint engedjék fel az első Apollo űrhajót berepülésre, majd ne a holdkomp berepülése következzen, hanem hozzanak előre egy álmos magassági tesztet (az E típusú repülést), amelyet aztán fenekestől alakítsanak át és küldjék egyből a Holdhoz, még 1968 decemberében.
Az ötlet rendkívül kockázatos volt: embert ültettek volna az Apollo–6-on még dadogó Saturn V-re, a holdkomp (azaz hajtóműből, hajtóanyagból tartalékot jelentő kvázi mentőcsónak) nélkül küldték volna a Holdhoz az űrhajót. Viszonylag hosszú idő kellett hozzá, míg a NASA vezetői átlátták és felvállalták a kockázatot, élen James Webb főigazgatóval, aki a legkésőbb adta áldását a tervre. Egyetlen szigorú szigorú feltételt szabott a főigazgató, az első tesztrepülésen – a soron következő Apollo–7-en – mindennek tökéletesen kell sikerülni és amennyiben ez teljesül, a második tesztrepülést elküldhetik a Holdhoz.
A főigazgatói engedély birtokában az előkészítés két szálon kezdett futni. A NASA személyzete elkezdte gőzerővel előkészíteni a holdrepülést, ennek minden újdonságával, az első óriásrakéta előkészítésével, a reptervek teljes átírásával, a legénység holdi szimulációival. Ennek árnyékában pedig az eredeti tervek szerint folyt tovább az Apollo–7, az első ember vezette űrrepülés előkészítése az Apollo űrhajóval. Utóbbi feladata a NASA kijelölte Wally Schirrát mint parancsnokot, Donn Eiselet mint a parancsnoki egység pilótáját és Walter Cunningham holdkomppilótát. A hármas kapott egy tizenegy napos repülést, ahol az Apollo–1 tüze után számtalan helyen átalakított, elméletben Block II sorozatú, de lényegében az egyetlen megmaradt változatú űrhajót töviről hegyire kipróbálják.
Az Apollo–7 1968. október 11-én szállt fel egy Saturn IB rakéta hátán. Az űrhajósok számos feladatot hajtottak végre: szimulált randevút és dokkolást a rakéta S–IVB fokozatával (mint ahogy később élesben kellett a fokozattal, illetve a benne helyet foglaló holdkomppal ezt megtenni), majd hajtóműindítások és pályakorrekciók az SPS hajtóművel, az összes rendszer leellenőrzése. Minden művelet sikerrel járt, ám rendre több időt vett igénybe, mint ami az előzetes tervekben szerepelt. A repülés legnagyobb negatív szenzációját azonban az irányítás és a legénység között kialakult feszültség jelentette. Ez részben egy vírusfertőzés miatti rossz közérzet miatt volt – a későbbi repülésekre ennek hatására vezették be az előzetes karantént, amely a fertőzések esélyét volt hivatott csökkenteni –, nagyobbrészt azonban éppen a túlfeszített időbeosztás miatt jött létre. Kemény visszaszólások s a rádióban, sőt nyílszíni vita az irányítással tarkították a tizenegy napot. Ennek ellenére az összes repülési célkitűzés tökéletesen teljesült, igaz mindhárom űrhajós kartonjára rákerült a NASA döntése, soha többé nem repülhetnek. Az Apollo–7 tizenegy nap múltán, 1968. október 22-én szállt le, hogy átadja a stafétabotot az Apollo–8-nak, a Hold első megkerülésének.

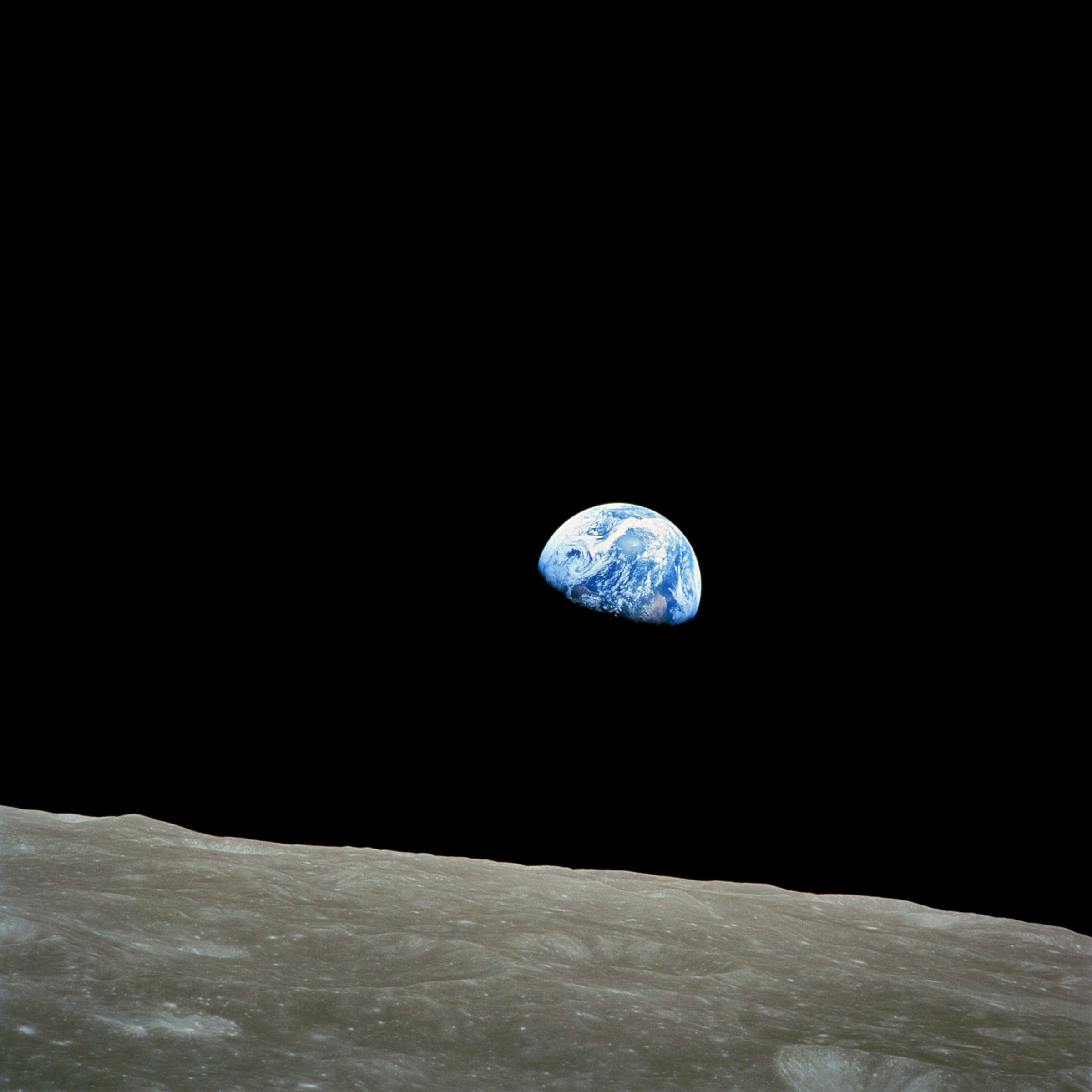
Karácsonyfadísz az űrben, az Apollo–8 ikonikus felvétele

A siker birtokában indulhatott az Apollo–program első igazán nagy teljesítménye, a Hold elérése – egyelőre még leszállás nélkül, a bolygótest körüli keringéssel –, amely lényegében kilógott a tesztrepülések sorából. 1968 második félévében erre mindenféle felkészülés megtörtént, már csak azt kellett kivárni, hogy a szovjetek képesek lesznek-e előbb felszállni (a nem nyilvános kudarcok miatt azonban ők még nem tartottak ott, így bár 1968. december 2. hete ki volt jelölve, mint lehetséges indítási ablak, végül az SZKP nem engedte felszállni az űrhajósokat). A repülésre Deke Slayton kiválasztotta Frank Bormant parancsnoknak, Jim Lovellt parancsnoki pilótának és Bill Anderst holdkomppilótának. A repülés 1968. december 21-én indult útnak a Hold felé. Az út során Frank Borman űrbeli mozgásbetegség tünetein kívül különösebb rendellenesség nem jelentkezett, így közel három napi út után érték el a Holdat. Ennek során először adtak tévéközvetítést űrhajósok Hold felé tartó űrhajóból. A Hold körüli pályára állást felfokozott várakozás előzte meg, ez volt az egész repülés egyik legkockázatosabb pillanata, ám az Apollo–8 tökéletesen pályára állt a Hold körül. Összesen 10 keringést végeztek az égitest körül, mielőtt hazaindultak volna. A keringések során az űrhajósok fényképeken dokumentálták a holdfelszínt, különös tekintettel néhány kijelölt későbbi, lehetséges leszállóhely jelöltre. Végül 6 napnyi repülést követően értek haza az első holdutazók, hogy átadják a stafétabotot a holdkompot kipróbáló űrhajósoknak.
Ezt a stafétabotot az Apollo–9 űrhajósai vették át, ám ennek a repülésnek a szálai másként futottak. Az Apollo–9 célja a holdkomp első berepülése volt Föld körüli pályán és ez is határozta meg az előtörténet. A kis űrhajó fejlesztése rendkívül elhúzódott (többek között ezért is szánta el magát arra a NASA, hogy megcseréli az Apollo–8-at és –9-et) és még a repülés idejére sem sikerült olyan példánnyal előállni, ami tökéletes lett volna, az Apollo–9-en startoló LM–3 még mindig súlyproblémákkal küzdött, igaz ez Föld körüli pályán nem jelentett problémát. Egészen 1969 márciusáig kellett várni, amíg a Grumman leszállította és repülőképessé tette a Holdra szálló jármű első példányát. Ekkor Jim McDivitt parancsnok, Rusty Schweickart holdkomppilóta és Dave Scott, a parancsnoki egység pilótája startolt egy egy 10 napos Föld körüli pályára tervezett útra, hogy kipróbálja az LM-et. A repülés 1969. március 3-án startolt Cape Canaveralről. Az űrhajósok rendkívül zsúfolt berepülési programot hajtottak végre. Egyrészt tesztelték a főmodul hajtóművét összekapcsolt konfigurációban, majd ugyanezt a holdkomp leszálló hajtóművével is megtették. Majd űrsétát végeztek a szintén új fejlesztésű Apollo 7L típusú űrruhában, különös figyelemmel annak hátizsákba szerelt PLSS (Portable Life Support System – Hordozható Létfenntartó Rendszer) rendszerére. Végül pedig elvégezték a fő tesztnek számító holdkomp önálló repülését: leváltak a főmodulról, saját erőből pályát változtatva eltávolodtak tőle, többször beindították a hajtómávet, majd leválasztották a leszállófokozatot, a felszállófokozattal is manővereztek, végül újra összekapcsolódtak a parancsnoki egységgel. Ezzel a teszt teljes sikerrel zárlt, a Holdra szállás koncepciója kulcsának számító űrhajó jól vizsgázott. Következhetett a mindent ötvöző, teljes kiépítésű teszt a Holdnál.

### Közvetlen előzmények
A NASA 1967. szeptember 20-án határozta meg azt a folyamatot, illetve annak állomásait, amellyel el kívánt jutni a Holdra. Ebben az ABC betűivel jelezték a folyamat egyes állomásait jelentő repüléseket és ezek között az F jelű repülés volt az első Hold körüli repülést is magában foglaló eszt, még leszállás nélkül. Erre két ok miatt volt szükség. Egyrészt ugyan holdszondákkal sikerült már Hold körüli pályára állni, ám egy emberes repülés a biztonsági szempontok miatt más volt, egy Holdra szálláshoz kevés volt a holdszondás tapasztalat. Másrészt – és talán ez volt a fő ok – a holdszondás repülések során felfedezték, hogy a Hold gravitációs mezeje más, mint a Földé, egyenetlen, a Hold teste tömegkoncentrációkat, ún. masconokat rejt, amelyek befolyásolják és bizonytalanná teszik egy az égitest körül keringő űrjármű pályáját. Ezeknek a masconoknak a hatását kellett feltérképezni, hogy majd a leszálló holdkompok pályáját hogyan kellett pontosan meghatározni, hogy elkerüljenek minden bizonytalanságot.
A fő cél mellett természetesen megjelentek kisebb jelentőségű szempontok is: mind a személyzetnek, mind az irányításnak még szüksége volt gyakorlási lehetőségre, mielőtt az ismeretlenbe küldtek volna három embert. Ráadásul a holdkompnak nemcsak Föld körüli pályán, hanem Hold körüli pályán is bizonyítania kellett, kiküszöbölve azt a kisebb hibát, amely az Apollo–9 repülése során jelentkezett, mégpedig a hélium-betáplálás egyenetlen működést okozott a holdkomp leszálló hajtóművénél, ezt kellett elhárítani. Bár végül a tervekkel ellentétben nem ez lett az első Hold körüli keringést végző expedíció – mivel ez a dicsőség az Apollo–8-nak jutott – az első ilyen repülésen alkalmazott kétfázisú pályára állás is hozott bizonytalanságot. Bormanék a Holdhoz érve lassítottak, hogy keringésbe álljanak, az első pályagörbéjük tojáshoz hasonlított, majd egy második pályakorrekcióval alakították ezt körpályává. Egyrészt ez a manőver létfontosságú volt, mert amennyiben ezt elvétették volna az űrhajósok, vagy a Holdba csapódhattak volna, vagy valamilyen ellenőrizhetetlen pályán továbbrepülve nem álltak volna pályára és valahová az űr mélye felé vette volna az űrhajó az irányt. Másrészt ugyan az Apollo–8 rendben pályára állt, mégis volt a manőver során egy 5 másodperces felesleges hajtómű működés, mely miatt nem volt tökéletes a manőver. Ez is csiszolásra szorult a repülés tervezők szerint.

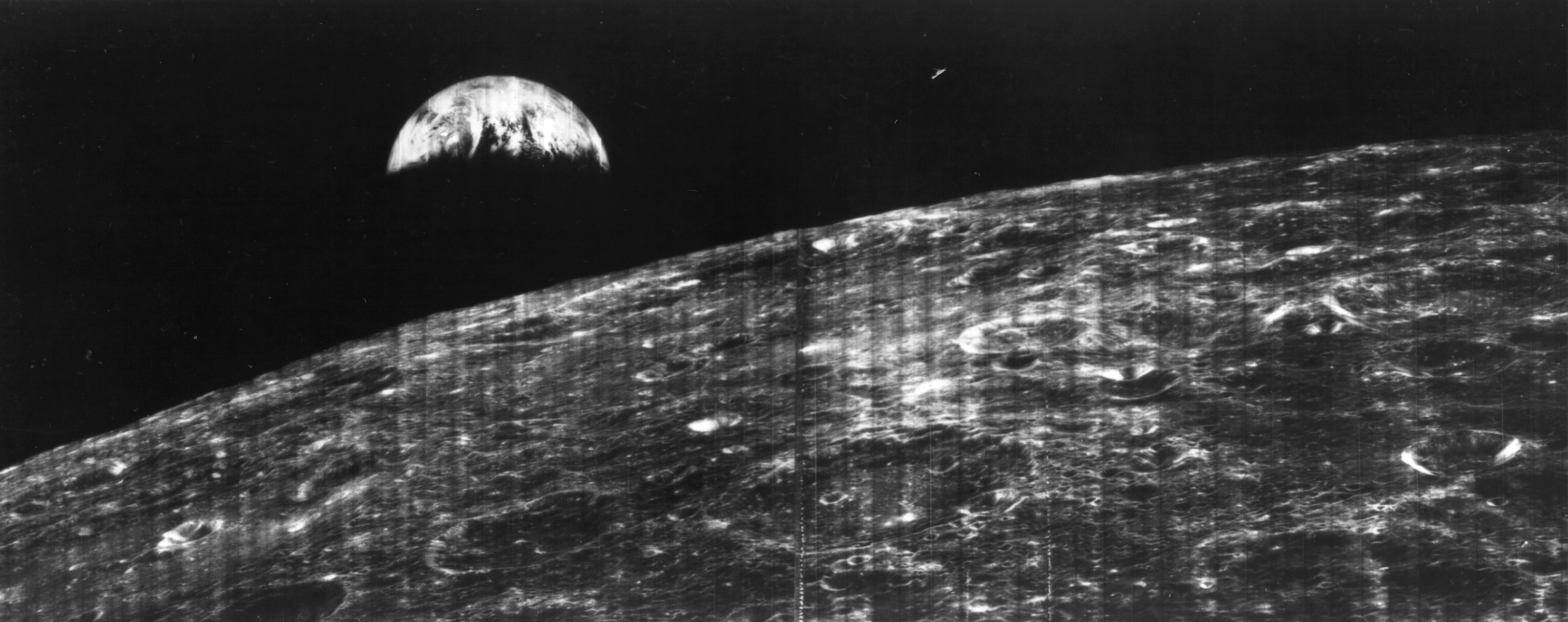
A Lunar Orbiter–1 ikonikus felvétele a holdfelszínről és a Földről

Ezen túlmenően még egy fontos feladattal kívánták felküldeni az Apollo–10-et. A NASA még 1966–67-ben felbocsátotta a Lunar Orbiter szonda sorozatot, amelynek az volt a fő feladata, hogy a későbbi Holdra szállások számára végigfényképezze azt a lehetséges sávot, ahová a Holdra szálló űrhajók majdan leszállhattak. Az elsődlegesen kiválasztott térségeket a hazajutás szempontjai határozták meg. A felszálláskor egy egyenlítői starthely mutatkozott a legalkalmasabbnak, mivel itt lehetett a legkisebb energiával visszajuttatni az űrbe az űrhajót. Ezért a holdi egyenlítőt középvonalként használva egy +/- 5° széles sávot jelöltek ki, amelyen belül kellett megtalálni a legmegfelelőbb helyszíneket (ebben a kezdeti szakaszban ki is jelöltek 5 lehetséges egyenlítői leszállóhelyet). Ezt aztán tovább szűkítették a holdgömb látható oldala keleti félgömbjének arra a részére, ahol a rádiókapcsolat felépítése és fenntartása nem ütközött akadályba. Aztán az Apollo–8 és az Apollo–10 kapta a feladatot, hogy az erre a területre eső két ígéretes leszállóhelyet részletesen lefényképezze (a Lunar Orbiterek leselejtezett kémműhold technológiát vittek magukkal és magasabban is vezetett a pályájuk, így eléggé korlátozott volt a képek felbontása, amelyeket készíteni voltak képesek, az embervezette űrhajók viszont a legkorszerűbb Hasselblad-kamerákkal voltak felszerelve és alacsonyabb magasságból figyelhették meg a felszínt, így a leszállásokhoz jobb minőségű fotókat ígértek a tervezőknek). Az Apollo–10 így a későbbi Holdra szállás előkészítésében kapott komoly feladatot.

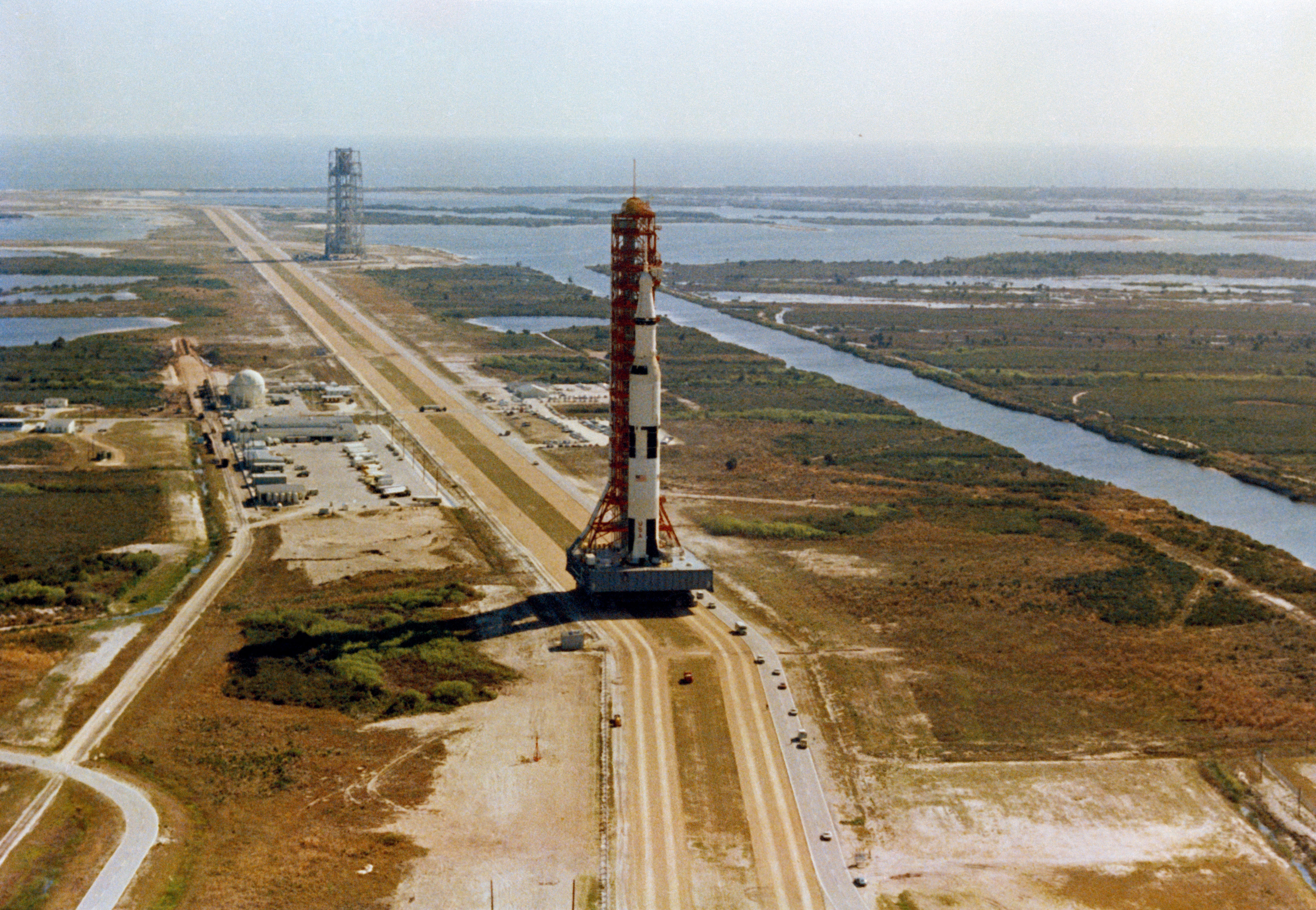
Az Apollo–10 útban az indítóállás felé

A CIA hírszerzési forrásai szerint a szovjet űrprogram is meglehetősen előrehaladott állapotban volt, hogy elérjék a Holdat, ezért komoly nyomás volt a NASA-n, hogy mielőbb embert szállítson le a holdfelszínen. Ennek a nyomásnak a hatására komolyan felvetődött, hogy már az Apollo–10-et engedjék leszállni. Ám elsősorban a holdkomp fejlesztésének előre haladása azt nem tette lehetővé. Az Apollo–9 számára kijelölt LM–3 egyrészt kellett az első próbákhoz, másrészt még mindig túlsúlyos volt és le még lehet, hogy képes lett volna leszállni a Holdon, fel már nem tudott volna. És ugyanez volt a helyzet az Apollo–10-hez kijelölt LM–4-gyel is. Az első példány az LM–5 volt, amely már minden tekintetben megfelelő volt, ám annak elkészültére még hónapokat kellett várni. Így a NASA azt a megoldást választotta, hogy nem vár, hanem elengedi az eredeti tervek szerinti próbarepülést és bízik benne, hogy a szovjetek nem lesznek képesek addig beelőzni őket.
1969 első felére még a sietség volt a jellemző a repülések előkészítésében, azaz kb. kéthavonta indítottak el Cape Kennedyről egy-egy Apollo-expedíciót. ezért mind a VAB-csarnokban, mind az indítóállásban szükség volt a párhuzamos kapacitásokra. A holdkomp és a parancsnoki űrhajó szinte egyszerre érkezett Cape-re és ugyanazon a napon, 1969. április 1-jén kapták meg a repülésre alkalmas minősítést. Ezt követően szállították ki az indítóállásba a rakétát, ezúttal azonban – egyedüliként az egész program során – a távolabbi, LC-39B indítóállásba. A startot eredetileg 1969. május 1–17 közé tervezte a NASA (ez adott volna optimális holdi indítási ablakot, ám végül Samuel C. Phillips programigazgató május 18-at, a második indítási ablak első napját jelölte meg lehetséges felszállásként.

## Személyzet
| Beosztás                 | Űrhajós                    | Űrhajós                    |
| ------------------------ | -------------------------- | -------------------------- |
| Parancsnok               | Tom Stafford (3) űrrepülés | Tom Stafford (3) űrrepülés |
| Parancsnokiegység-pilóta | John Young (6) űrrepülés   | John Young (6) űrrepülés   |
| Holdkomppilóta           | Gene Cernan (2) űrrepülés  | Gene Cernan (2) űrrepülés  |

(zárójelben az űrhajósok által elvégzett űrrepülések száma az Apollo–10-zel együtt)

### Tartalék személyzet
| Beosztás                 | Űrhajós                    | Űrhajós                    |
| ------------------------ | -------------------------- | -------------------------- |
| Parancsnok               | Gordo Cooper (2) űrrepülés | Gordo Cooper (2) űrrepülés |
| Parancsnokiegység-pilóta | Donn Eisele (1) űrrepülés  | Donn Eisele (1) űrrepülés  |
| Holdkomppilóta           | Ed Mitchell (1) űrrepülés  | Ed Mitchell (1) űrrepülés  |

### Kapcsolattartó személyzet
- Charles Duke
- Joe Engle
- James Irwin
- Jack Lousma

### Legénységválasztás
A NASA személyzeti ügyekért felelős vezetője, Deke Slayton 1968. november 13-án nevezte meg az Apollo–10 személyzetét. Eszerint az Apollo–8/Apollo–9 okozta kisebb átrendeződés után a legénységi jelölés visszatért a régi sémához (először tartalékként jelölnek, kihagysz két repülést és Te leszel a fő legénység). Slayton Tom Staffordot jelölte parancsnokként, John Youngot parancsnoki pilótaként és Gene Cernant holdkomppilótaként, míg a tartalék parancsnok Gordo Cooper, a tartalék parancsnoki pilóta Donn Eisele és a tartalék holdkomppilóta Ed Mitchell lett. A jelölési szisztémába jelölt űrhajósok aztán úgy kapták a repülési kinevezéseket, hogy az egyre bonyolultabb repülésekre egyre tapasztaltabb legénységek kerültek, így jöhetett létre, hogy az Apollo–10 minden tagja kipróbált űrhajós volt, mivel Staffordnak és Youngnak 2-2, Cernannek 1 Gemini repülés volt már a háta mögött.
A repüléssel kapcsolatban ismét felmerült a legénység előjoga a név, illetve rádió hívójel választásra, valamint a legénységi jelvény megtervezésére. A trió a parancsnoki egységnek egy Peanuts rajzfilm figurát Charlie Brownt választotta hívójelül, míg a holdkomp Charlie Brown rajzfilmbeli kutyájának Snoopynak a nevét kapta. Bár a karakterek népszerűek voltak az amerikai közvélemény előtt, a NASA sajtókapcsolatokért felelős vezetője kisebb nemtetszésének adott hangot, mivel a holdrepülésekhez komolyabb neveket kívánt volna meg a NASA és az Apollo–9 után az Apollo–10 űrhajósai is a könnyedebb hangvételű nevek felé orientálódtak. A legénységi embléma márciusban készült el, amely a két űrhajót ábrázolta a holdfelszín felett, amelyen egy stilizált római 10-es szám állt (és amelynek felső nyílásán repül át éppen a parancsnoki egység), háttérben a Földdel. A pajzs alakú embléma peremén kaptak helyet a legénység nevei, a Peanutsra pedig a holdkomp hajtóművéből kicsapó amerikai mogyoró alakú lángok utalnak.

## A repülés

### Felszállás

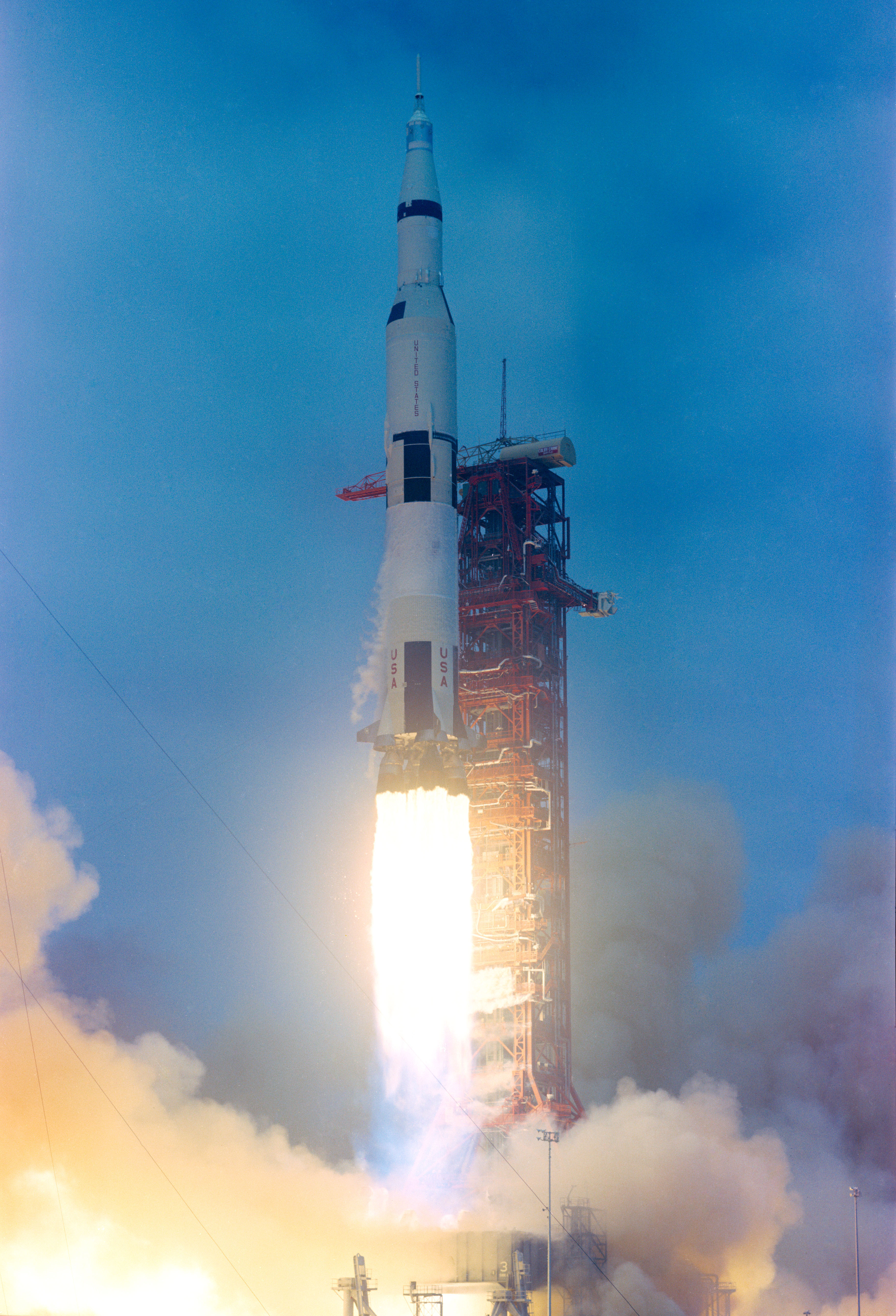
Az Apollo–10 startja

Az Apollo–10 1969. május 18-án, 12:49:00-kor (16:49:00 UTC) startolt el Cape Kennedy LC39B indítóállásáról, százezernyi néző – köztük megannyi híresség – jelenlétében. A felszállás nem várt szenzációt hozott: a Gemini indításokhoz szokott legénység borzasztó rázkódást érzékelt. A rakétán újra előjött a korábbi repülések pogo oszcillációja mindjárt az első fokozat emelkedése közben. A vibráció olyan erős volt, hogy a műszerek képe összefolyt a legénység szeme előtt és amikor Stafford jelenteni akarta a rendellenességet az irányításnak, képtelen volt összefüggő szavakat formálni. A fokozatleválás után a jelenség az S-II-vel is folytatódott és csak a pályára állás után simult ki a repülés. A legénység komolyan aggódott, hogy a rázkódás kárt tehetett az űrhajójukban, vagy a holdkompban. A másfél fordulatnyi rendszerellenőrzés azonban mindent hibátlannak talált, így a repülésvezető Glynn Lunney kiadta a parancsot a Hold irányú gyújtásra, a TLI-re (Trans Lunar Injection – Holdirányú hajtóműindítás). Az S-IVB a beindulása után ugyanolyan morgő hangokat adott ki és rázkódásba ment át, mint a Föld körüli pályára állás során. A teljes apollo–program során az Apollo–10-et sújtotta leginkább a Saturn V technikai problémája.
A holdirányra állást követően megtörténhetett a Helyzetváltoztatás, dokkolás, kivontatás manőver, amikor a holdkomppal összekapcsolódtak és maguk mögött hagyták a kiürült S–IVB fokozatot, amely később Nap körüli pályára állt. A manőver során a parancsnoki űrhajó 45 méterre távolodott el a fokozattól, ami háromszorosa volt a manőverhez tervezett távolságnak, de csak viszonylag kevés üzemanyagba került a hiba korrigálása. A manőver újdonsága az élő, színes tévékamerával való közvetíttés volt az irányítás számára, ahol így látták a manővert a nagy kivetítőn (korában is alkalmaztak tévékamerát, ám a Westinghaus egy kompakt, 5,5 kg-os színes kamerával állt elő, amelyet azonnal felhasználtak az Apollo–programban).

### Odaút és pályára állás a Hold körül

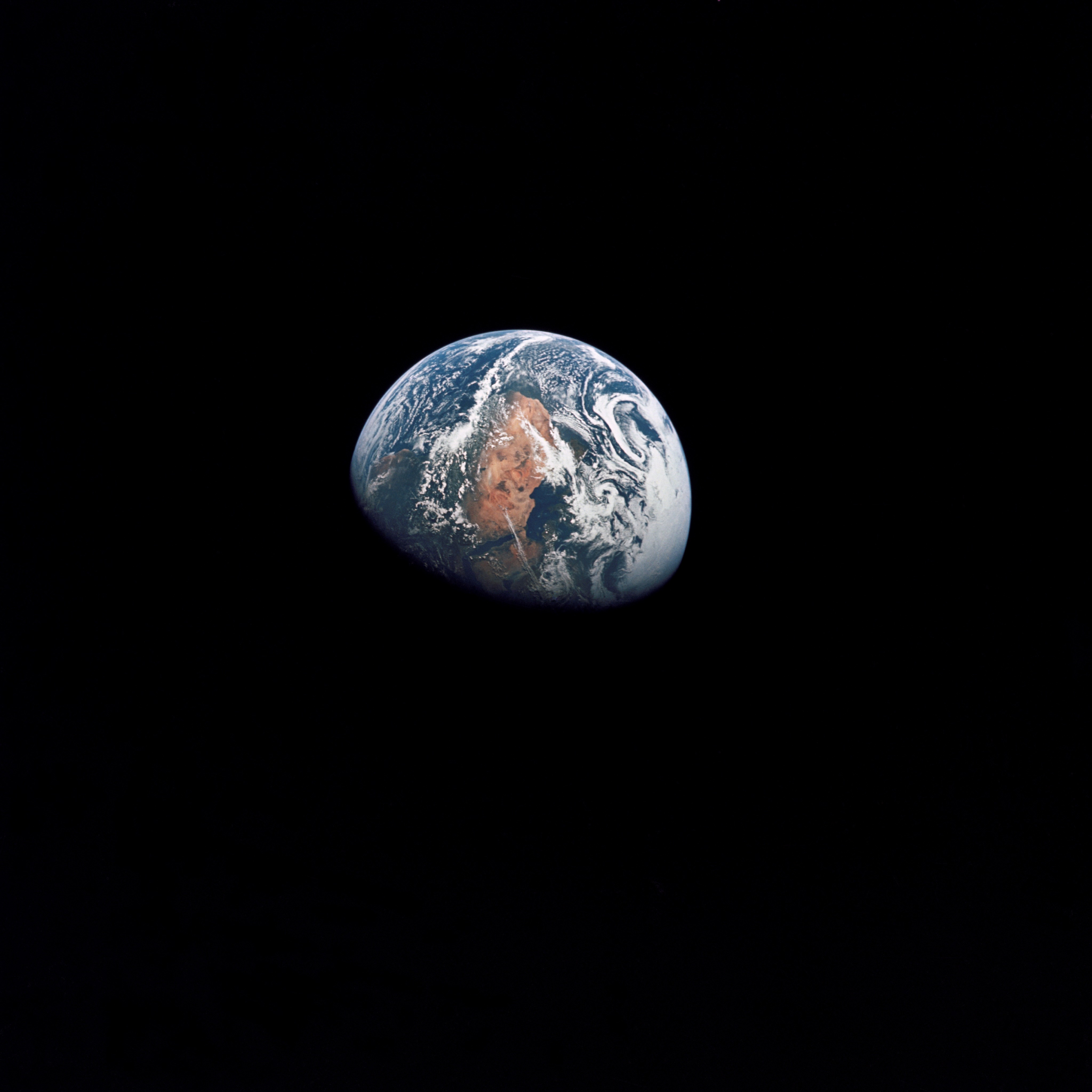
Az Apollo–10 Földről készített fotója kb. 160 000 km távolról

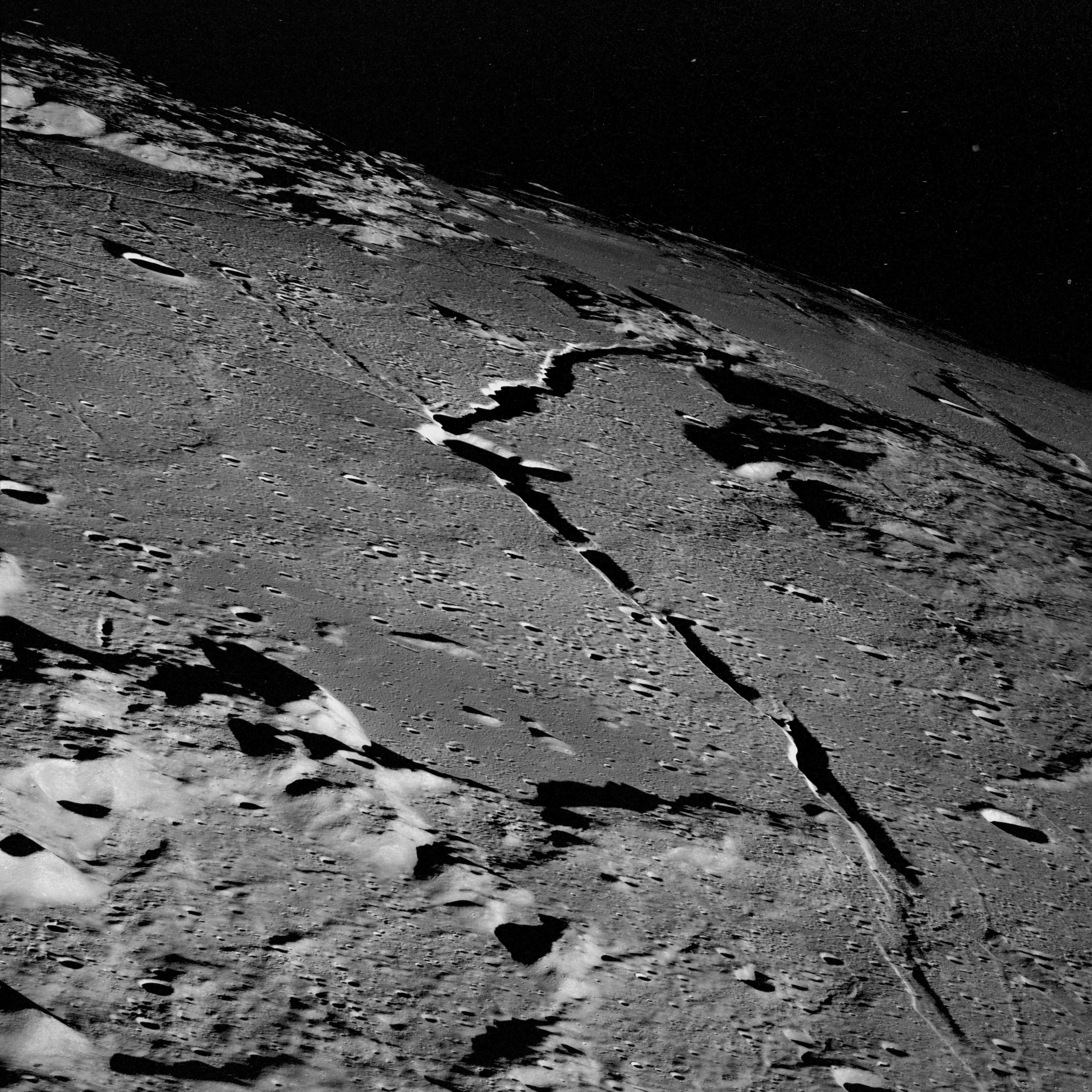
A Rima Hyginus képe Hold körüli keringésből

A Holdhoz vezető út első tevékenysége volt leellenőrizni a holdkomp átjáróját, a dokkolószerkezet rögzítőreteszeinek megfelelő zárását, majd az űrhajósok hátradőlhettek, az űrhajó szinte tökéletesen repült a kijelölt pályán előre, nem volt szükség beavatkozásra (bár a navigációs helymeghatározással néha meggyűlt a bajuk). Az Apollo–8 és –9 űrbeli mozgásbetegséget illető negatív tapasztalatai okán az űrhajósok mindent megpróbáltak annak elkerülésére. Egyrészt kerülték a hirtelen mozdulatokat, másrészt a NASA orvosai előírtak számukra különböző, fejkörzésekből álló gyakorlatokat, amelyek segítettek az egyensúlyszervnek alkalmazkodni. Ezzel az Apollo–10 legénysége lett az első, amelyet semmilyen formában nem kerített hatalmába az űrbeli mozgásbetegség – igaz, azért némi diszkomfort érzetük volt, de ez nem befolyásolt semmilyen tevékenységet és viszonylag hamar el is múlt.
A repülés ezen időszakában a legnagyobb probléma az ivóvízzel adódott. Az Apollo űrhajókon az ivóvíz az üzemanyagcellák melléktermékeként keletkezett, ahogy azok hidrogén és oxigén reakciójából vizet és elektromos energiát nyertek. Ám az így nyert víz az előző repülések tapasztalatai szerint rengeteg oldott gázt tartalmaztak. A mérnökök megpróbáltak ennek kezelésére megfelelő eszközöket kitalálni, így az Apollo–10 egy olyan zacskót kapott, amelynek egy különleges fogantyúja volt, amellyel a zacskót mozgatva szétválasztható volt a gáz és a víz. Ám a gyakorlatban az eszköz nem működött a gáz a zacskó alján gyűlt össze és hamar újra keveredett a vízzel. A gázzal kevert víz fogyasztása pedig aggodalmakat váltott ki. Az ivás mellett sok esetben az evést is hanyagolták, sűrűn kihagytak étkezéseket, igaz ez sok esetben az űrételek nem megfelelősége miatt is volt (a kolbásznak az űrhajósok szerint olyan állaga volt, mint a radírgumi granulátum. az alapprobléma persze inkább az volt, hogy a menü sok dehidratált étket tartalmazott, amelyekhez vizet adva váltak fogyaszthatóvá, ám a gázzal telített víz hozzáadását inkább kerülték az űrhajósok.
A második holdutazás szenzációja a Hold megpillantása volt. Az Apollo–8 pályagörbéjét úgy alakították, hogy az űrhajósok végig az égitest meg nem világított oldalát látták az odaút során és az űrhajósok csak akkor pillantották meg a végcéljukat, amikor odaértek és pályára álltak körülötte. Az Apollo–10 űrhajósai hasonló pályán repültek, mégis egy vékony holdsarlót láthattak az odaúton, így végig szem előtt volt a végcéljuk. Illetve felfedezték, hogy a hamuszürke fény (a Földnek a Holdra vetített fényének megvilágítása) révén az egész holdgömböt láthatták derengeni. Ennek segítségével ugyan felszíni jellegzetességek azonosítására nem volt mód, magát a Holdat azonban végig láthatták, ahogy egyre növekszik az űrhajó közeledtével. Egy másik érdekesség volt, hogy Cernan kiszúrta, hogy az őket – kicsit több mint 7000 km távolságból – követő S–IVB-t is ki tudják venni.
Az űrhajósok 75 óra 59 perc 24 másodpercnyi repülés után (11 perccel a tervezett után) értek el arra a pontra, amikor elérvén a Holdat, beértek annak takarásába és elveszett a rádiójel. Ezzel egy 110 kilométer magas pályára tudtak állni az égitest körül. Később ezt körpályává alakították. A holdfelszín megpillantása természetesen mindent elsöprő élmény volt. Stafford is ugyanúgy egy gipszmodellnek látta a felszínt, mint korábban Bormanék. Különösen egy vulkanikusnak tűnő térség ragadta meg a tekintetüket, amelyet egy arizonai geológiai gyakorlási helyhez hasonlítottak. Az első repülési tapasztalatuk pedig az volt, hogy mennyivel lassabban halad el alattuk a holdi táj, mint azt a földi keringésben tapasztalták a Földdel. Először a megfigyelésre kijelölt későbbi leszállóhelyek közül a későbbi Apollo–11 leszállási térséget pillantották meg, amelyet az oda vezető felsízni formák miatt el is neveztek „US 1”-nek (USA 1-es számú főüt). A pályára állás teendőit elvégezve pedig első ízben adtak élő, színes televízió közvetítést a földi nézőknek.

### Műveletek Hold körüli pályán
Hat órával a Hold körüli pályára állást követően kezdődtek meg a műveletek a holdkomppal. Ehhez Stafford és Cernan átmásztak a kis űrhajóba és aktiválták annak rendszereit. Az elsőként átmászó Cernant egyfajta hóvihar fogadta odaát, a szigetelés egy kisebb darabját szippantotta be egy ventilátor és szórta szét a törmelékét, így a munka előbb takarítással kezdődött. Az is egyfajta szokatlan szenzációként hatott az űrhajósokra, hogy mivel a két űrhajó a tetejénél kapcsolódott össze, a parancsnoki űrhajóból átérve hirtelen egy „fejjel lefelé” környezet fogadta az űrhajóst, amihez előbb alkalmazkodni kellett.
A tervek szerint a holdkomp felélesztését követően egy alvási periódus következett volna, ám az irányítás rájött, hogy Cernan és Stafford lopva inkább alvás helyett az előkészületeken dolgozott tovább. A tizedik keringés során így megkapták az engedélyt a két űrhajó szétválasztására. Amikor elkezdték a műveletet, a két űrhajós felfedezte, hogy a két űrhajó hossztengelye kb. 3,5 fokos szöget zár be. A hiba abból adódhatott, hogy valami (vélhetően egy levált szigetelésdarab) beszorult a dokkolószerkezetbe. Ez azt a veszélyt vetítette előre, hogy leválás esetén esetleg megsérülhet a dokkoló szerkezet egyik-másik dokkolóretesze és nem tudnak majd a feladat végeztével visszatérni és újra dokkolni (ekkor egy viszonylag veszélyes művelettel, az űrhajón kívül, ársétával kellett volna kiszállni a holdkompból és átszállni a parancsnoki űrhajóba). Az irányítás (az éppen ott tartózkodó George Low vezetésével) úgy döntött, hogy amíg az eltérés nem éri el a 6 fokot, addig végrehajtható a szétválás. Az űrhajósok az engedély birtokában a Hold túloldala felett repülve végrehajtották a szétválást.
Előbb a parancsnoki űrhajó és a holdkomp eltávolodott egymástól 3,5 kilométerre, majd Stafford üzembe helyezte a leszálló hajtóművet. Előbb csak minimális teljesítményen – 10 százalékon – üzemelt a hajtómű, majd 15 másodperc múltán a parancsnok növelni kezdte a teljesítményt, egészen 40 százalékig. A hajtómű simán működött, nyomas sem volt semmilyen olyasféle rendellenességnek, mint amit McDivitték tapasztaltak az első repülésen. A holdkomp a Nyugalom Tengere felett ereszkedett lefelé, ahol később az Apollo–11 élesben is megismételte a manővert. A legénység fotótérképekről betéve tudta az alattuk elhaladó tájat és sorra jelentette a kráterek neveit, ahogy előre haladtak a lehetséges leszállóhely felé. Pontosan követve a kijelölt pályaívet 14 447 méter magasságig ereszkedtek a felszín fölé. Folyamatosan fényképezték a felszínt, amíg Stafford gépe meg nem hibásodott. Emellett szóban is leírták a látványt az irányítás számára, ima, leszállásra teljesen alkalmas térségnek leírva a látottakat. A tesztek a radarra is kiterjedtek, amely szintén tökéletesen működött. Közben Young próbálta megpillantani társait, ami sikerült is kb. 120 kilométeres távolságól (szextánssal egy más alkalommal 550 kilométerről is sikerült a vizuális észlelés).
Staffordék a rekord alacsony megközelítésnél lejjebb már nem mentek, helyette ismét beindították a hajtóművet, hogy a pályát olyanra alakítsák, ahonnan majd újra el tudják érni a parancsnoki űrhajót. A hajtómű 40 százalékon dolgozott, immár gyorsítva az űrhajót és emelve a pályáján, de az űrhajósok úgy érezték, hogy lassan gyorsulnak csak. Nemsokára elérkezett a leszállófokozat leválasztásának ideje. Stafford megfelelő helyzetbe állította az űrhajót, amikor az váratlanul elkezdett bukfencezni. Cernan ajkát önkéntelenül is elhagyta egy „...a kurva anyját...” felkiáltás, amelyet a folyton élő mikrofon miatt az egész világ hallgatósága hallhatott. Hirtelen a legénység óriási vészhelyzetbe került. A holdkomp vadul pörgött (a repülőgépes repüléshez szokott űrhajósok később úgy jellemezték, mintha egy repülőgépes Immelmann manővert hajtottak volna végre), a műszerfalon vészjelző lámpák villantak, hogy a műszerek a mérési tartományuk végére értek. Ekkor Stafford manuális vezérlésre kapcsolt át és lassan sikerült visszanyernie az irányítást. A hibát a rossz munkamegosztás okozta. Az űrhajósok kétféle kormányzási módszert használtak a Holdnál, az a térben rögzített és az automata módot. A kérdéses manővernél az elsőt kellett volna használni, az egyik űrhajós már átállította az üzemmód váltót jó előre a megfelelő állásba, majd a másik a manőver kezdetén ismét átállította, ezúttal már a rossz üzemmódra és ezt nem egyeztették egymással.
A vészhelyzet elmúltával megtörténhetett a fokozatleválasztás és a felszálló hajtómű beindítása, a visszatérés a parancsnoki űrhajóhoz. Stafford furcsa, kacsázó repülésként írta le a holdkomp emelkedésként, ám a hajtómű leállásakor pontosan a megkívánt pályára álltak. Kb. 630 kilométeres távolságból indult a Snoopy a Charlie Brown felé és a manőverek végére 78 kilométerre közelítette meg az anyaűrhajót. Ekkor a parancsnoki űrhajó vált aktívvá és közelítette meg a holdkompot. Végül 8 méterre közelítették meg egymást, amikor zéró relatív sebességgel repültek egymás mellett. Young magabiztosan kapcsolta össze újra a két űrhajót. Stafford és Young 8 órányi különrepülés után tértek ismét vissza a parancsnoki űrhajóba. Átszálltak, majd leválasztották a holdkompot, amelyet később az irányítás új pályára küldött, kiszakadva a Hold gravitációjából, Nap körüli pályára állt (egyetlen holdkompként a program során).

### Hazaút, leszállás
Az Apollo–10 összesen 31 keringést (több mint két és fél napot) teljesített a Hold körül, mielőtt visszaindult a Földre. Eseménytelen hazautat követően 1969. május 26-án 16:52:33-kor (UTC) csobbant a Charlie Brown a Csendes-óceán vizébe 740 kilométerre Amerikai Szamoa mellett, ahol az USS Princetown hadihajó várta, hogy helikopterei kimentsék az űrhajósokat és hamarjában a Pago Pago Nemzetközi reptérre vigyék őket, ahonnan egy C–141-es repülőgéppel Hawaiira, Honoluluba repültek.

## A repülés utóélete

### Leszállóhely
Mind az Apollo–8, mind az Apollo–10 azzal a részfeladattal is indult a Holdhoz, hogy a viszonylag gyenge Lunar Orbiter fotóktól jobb minőségűeket készítsen az holdszondáétól alacsonyabb pályáról, segítve a legmegfelelőbb leszállóhely(ek) kiválasztását. A leszállóhely választó bizottság meg is határozott öt lehetséges helyszínt, ezeket kellett lefényképezni a két űrhajónak. Végül két térség emelkedett ki a többi közül és sokáig az Apollo–8 által a legrészletesebben megfigyeltet priorizálták a bizottságban, ám az Apollo–10 leszállása utáni fénykép kiértékelés után ez megváltozott és végül a Neil Armstrong és Buzz Aldrin történelmi első leszállóhelyét, a Nyugalom bázist is magába foglaló Nyugalom Tengerének kisebb térségét végül az Apollo–10 fotói alapján választották ki és tették véglegessé, hogy az emberiség első Holdra szállása ott fog végbe menni.

### Holdkomp részegységek sorsa
Az Apollo–10 holdkompja sok tekintetben egyedi volt. Egyrészt ez volt az egyetlen olyan, amelynek leszállófokozata nem szállt le a felszínre. A leszállófokozatot még Hold körüli keringésben leválasztották és sorsára is hagyták (illetve semmilyen eszközzel nem követték később a repülését), így nem ismert, hogy az végül becsapódott-e a Holdba és ha igen, hol. A legtöbb forrás azt valószínűsíti, hogy valahol a holdi egyenlítő környékén megtörténhetett a becsapódás. A NASA egyik történetírója, Richard Orloff és a hivatalos NASA kommüniké is csak azt állapítja meg, hogy a fokozat belépett Hold körüli pályára, de semmit nem említ annak becsapódásáról. Ezért amatőrcsillagászok egy csoportja 2020-ban komputer szimulációba kezdett, hogy megállapítsák annak valószínűségét, hogy a fokozat a mai napig kering, vagy lezuhant-e már a felszínre.
A holdkomp felszállófokozatának is egyedi sorsa volt. Az összes Apollo holdkomp végül becsapódott a Holdba, melyikük természetes módon, melyikük irányítottan, ez alól két kivétel volt, az Apollo–13 Aquariusa, amely mentőcsónakként funkcionálva hazahozta az űrhajósokat a főmodul meghibásodása után és az Apollo–10 Snoopyja. Az újra összekapcsolódás után dolga végzett és feleslegessé vált felszállófokozatot az űrhajósok leválasztották, majd az irányítás a maradék üzemanyagot felhasználva kigyorsította az űrhajót a Hold körüli keringésből, heliocentrikus pályára állítva azt. Ezzel a Snoopy lett az egyetlen holdkomp, amely Nap körüli pályára állt. 2019. június 10-én Nick Howes az angol Királyi Csillagászati Társaság tagja bejelentette, hogy minden bizonnyal azonosították a Snoopyt egy kis égitest személyében, amely 98%-os valószínűséggel az Apollo–10 holdkompja.

### Távolsági rekord
Egyéb információkkal ellentétben ez az űrhajó volt a legtávolabb a Földtől az Apollo küldetések közül.
Az Apollo–10 küldetése idején, 1969. május 20.-án a Hold 405.747 km távolságra volt a Földtől, ami 1289 km-rel több, mint a második helyezett, az Apollo–13 esetén volt.

## Képek

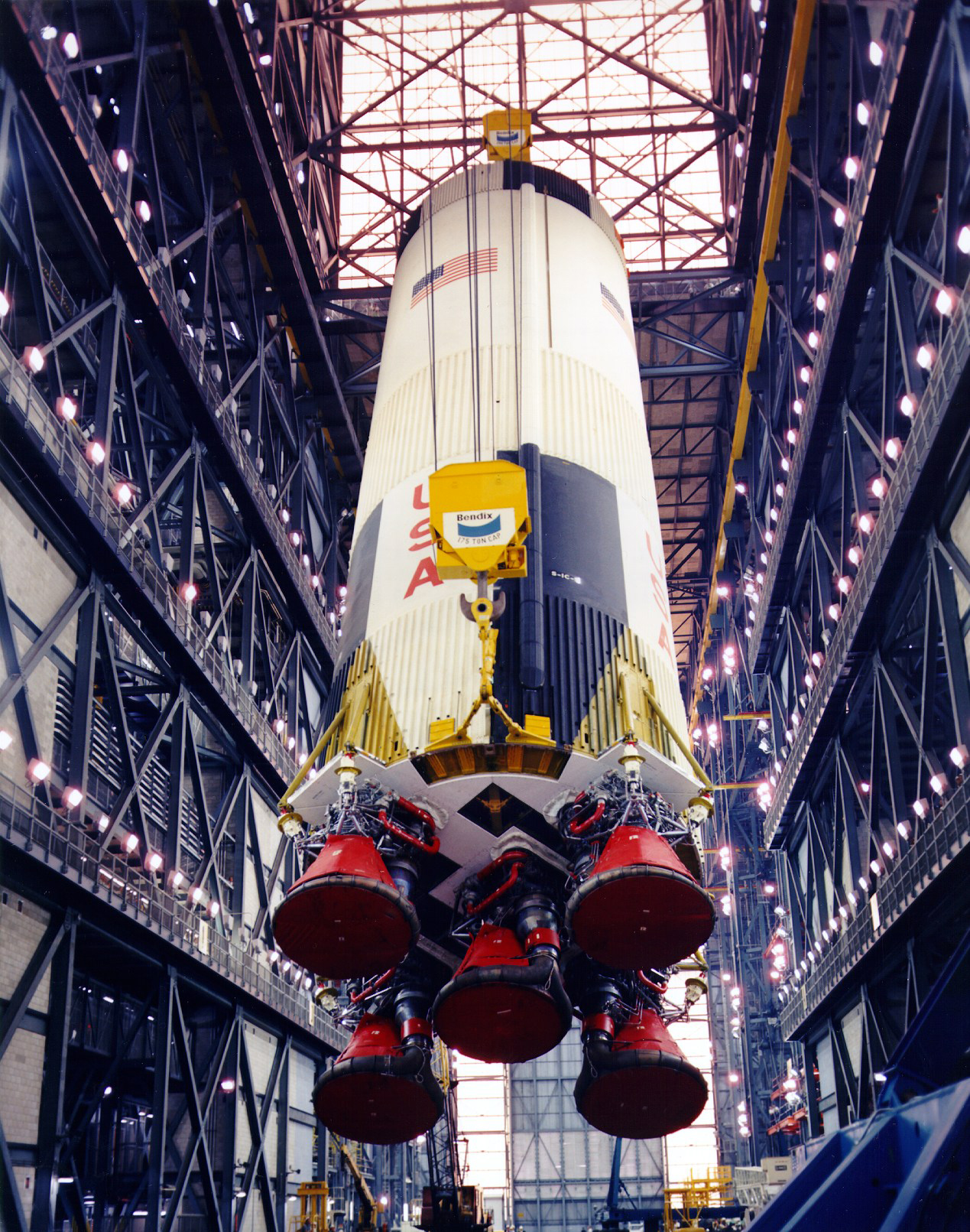
Az S-IC első fokozat a VAB-csarnokban
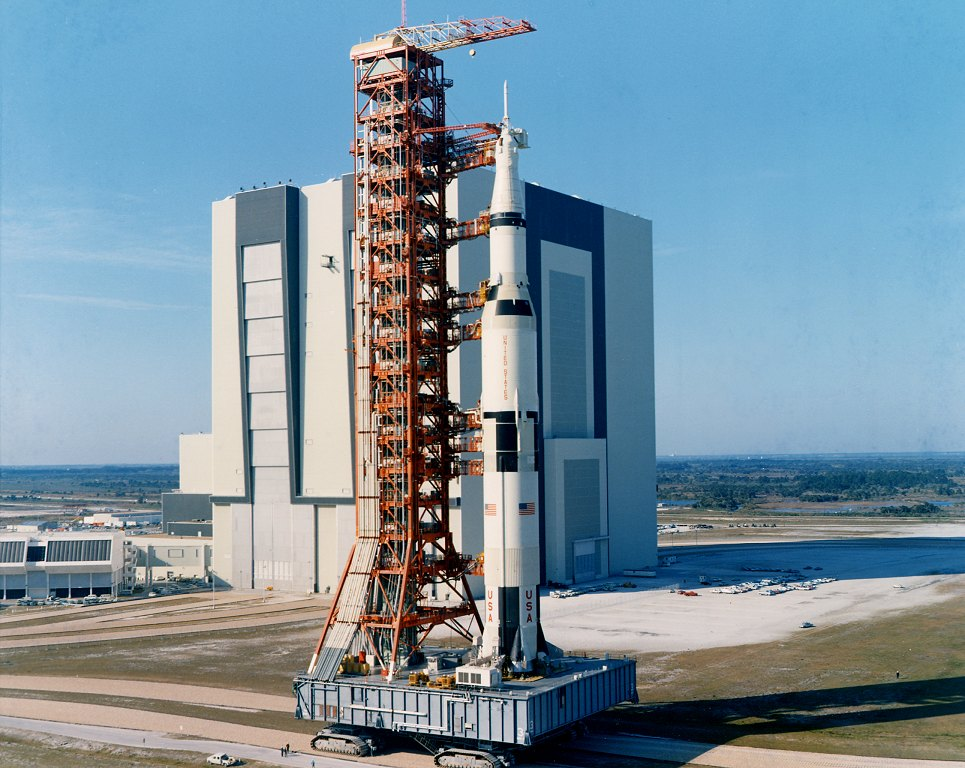
Az Apollo–10 kigördül az indítóállásba
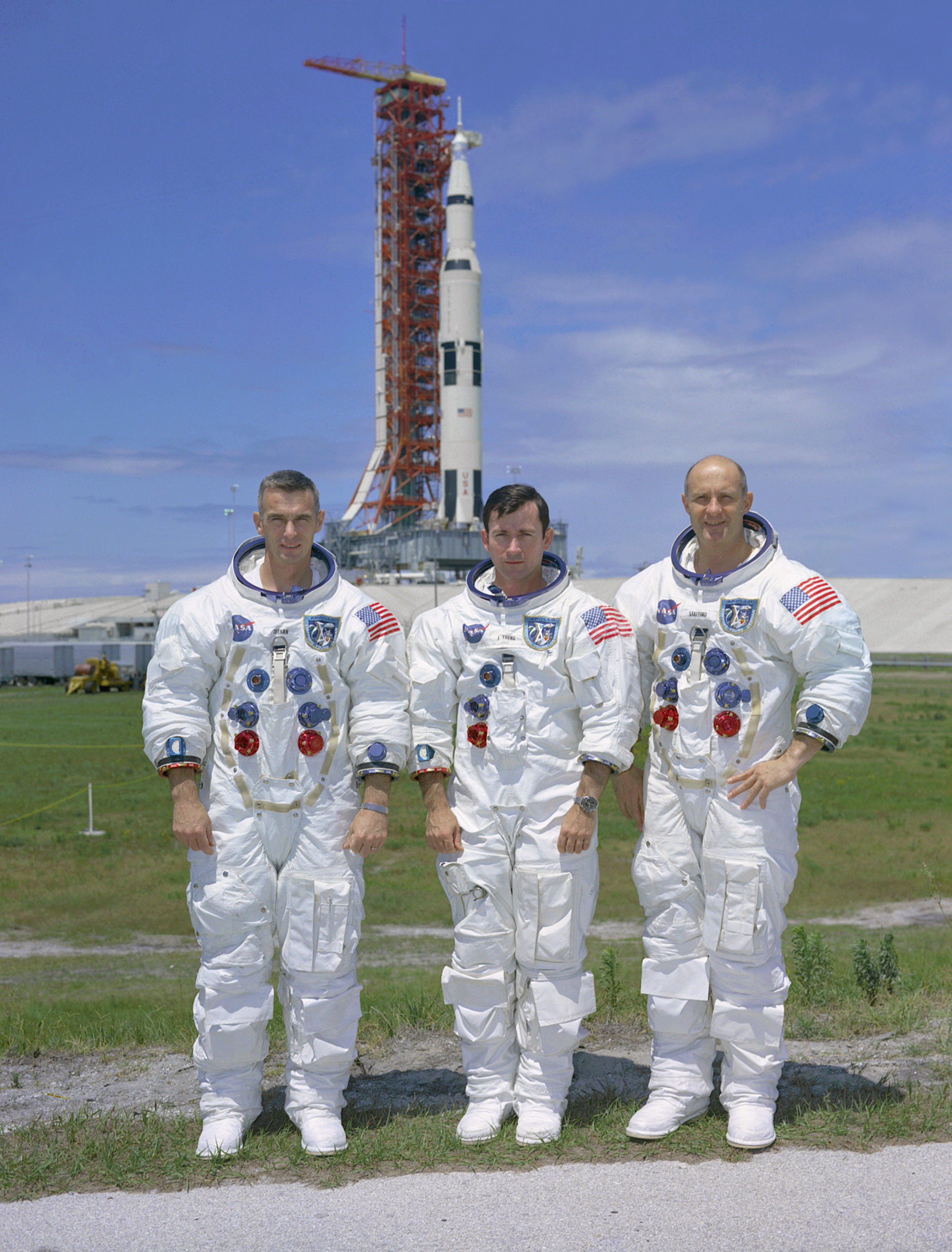
Sajtófotó, amelyen Cernan Young és Stafford pózol a rakétával a háttérben
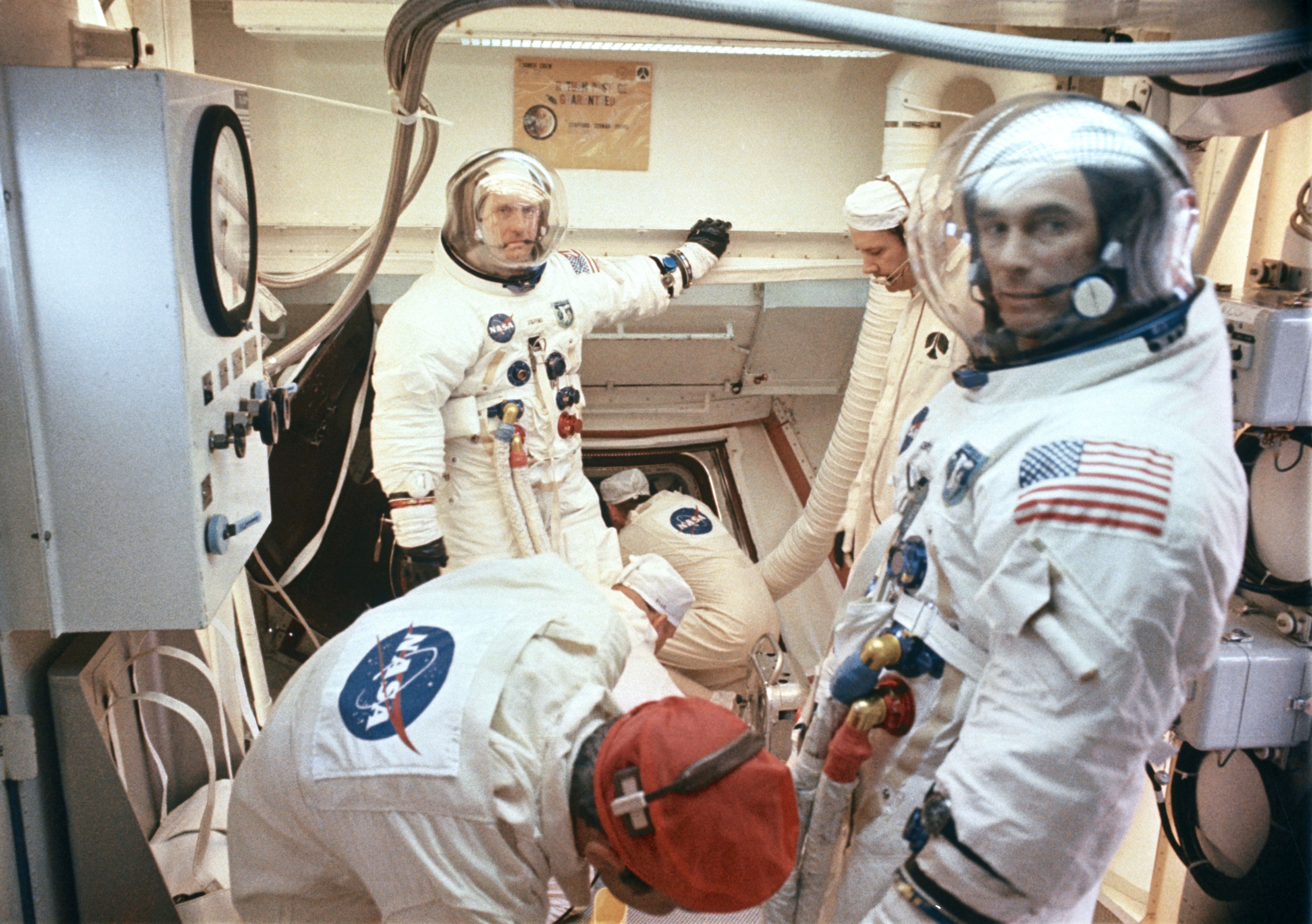
A legénység a beszállás előtt a Fehér Szobában
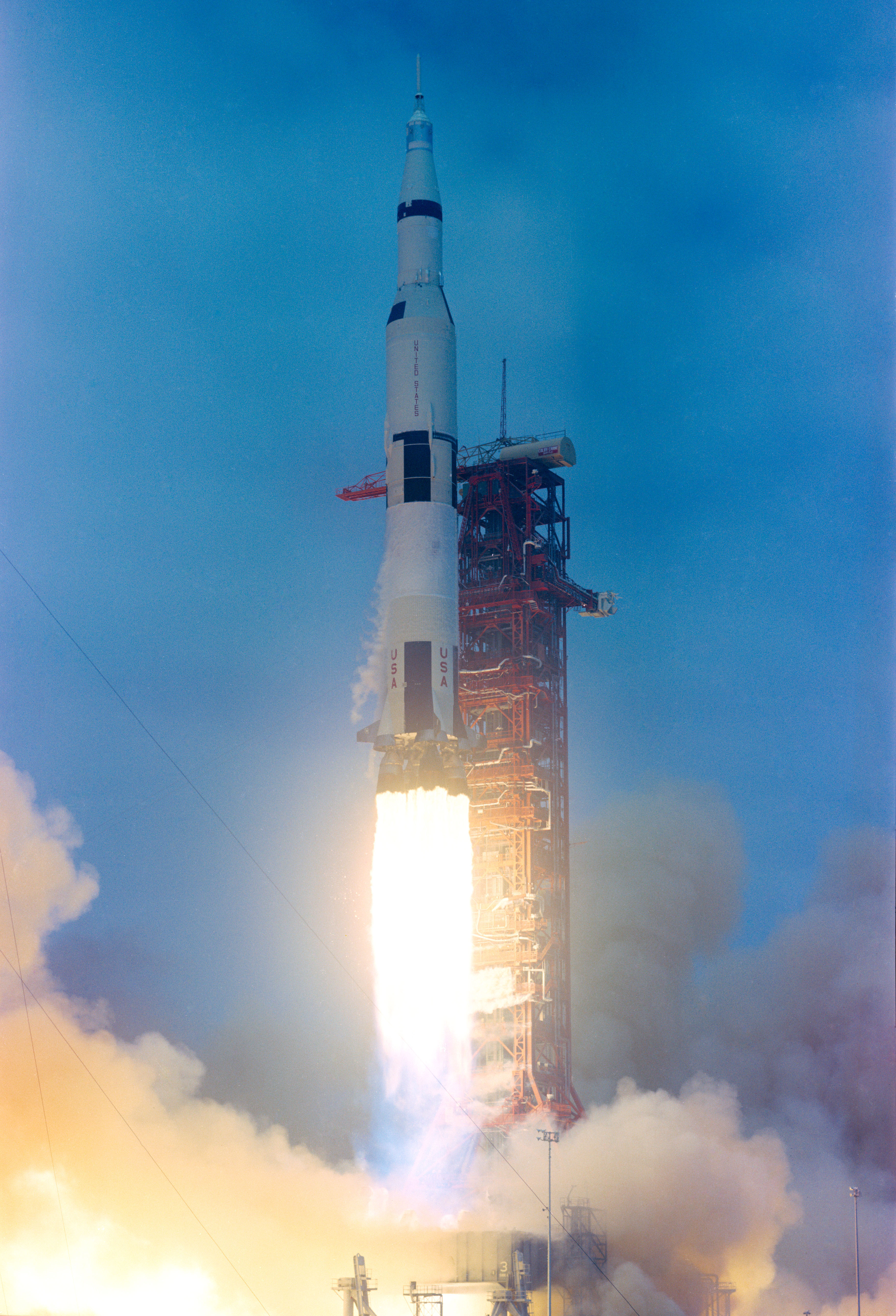
Az Apollo–10 startja
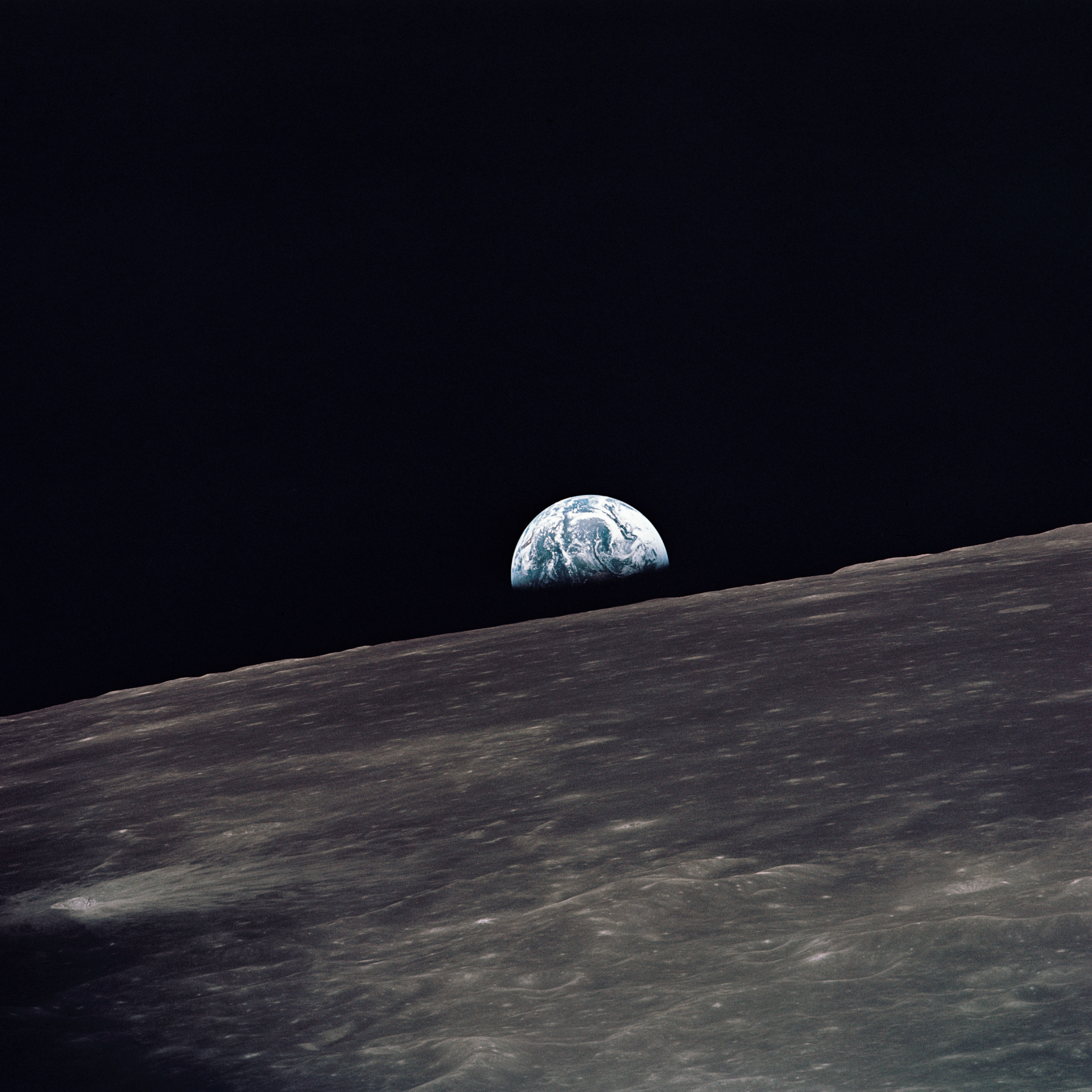
Földkelte az Apollo–10 szemszögéből
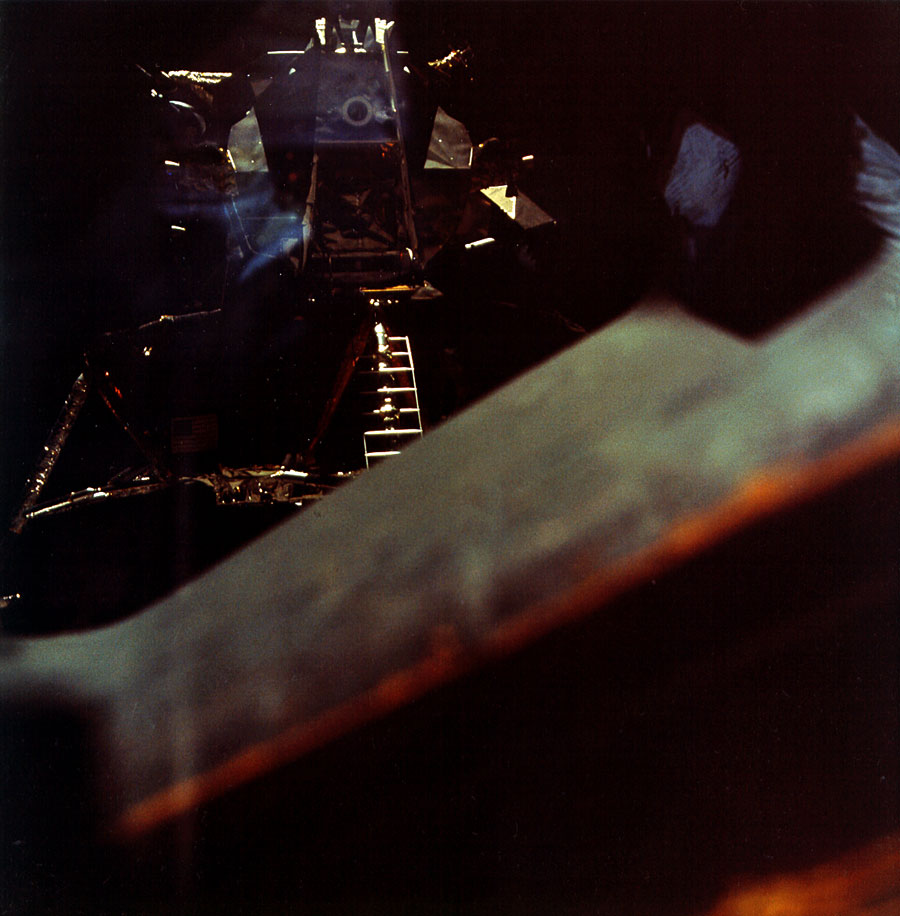
A „Snoopy” holdkomp a szétválás utáni ellenőrzéskor
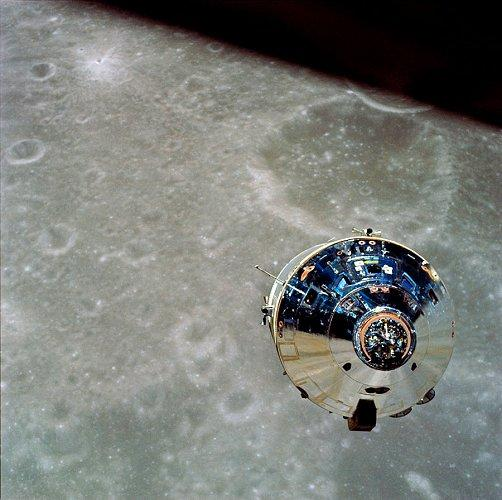
A „Charlie Brown” parancsnoki űrhajó szétválás után
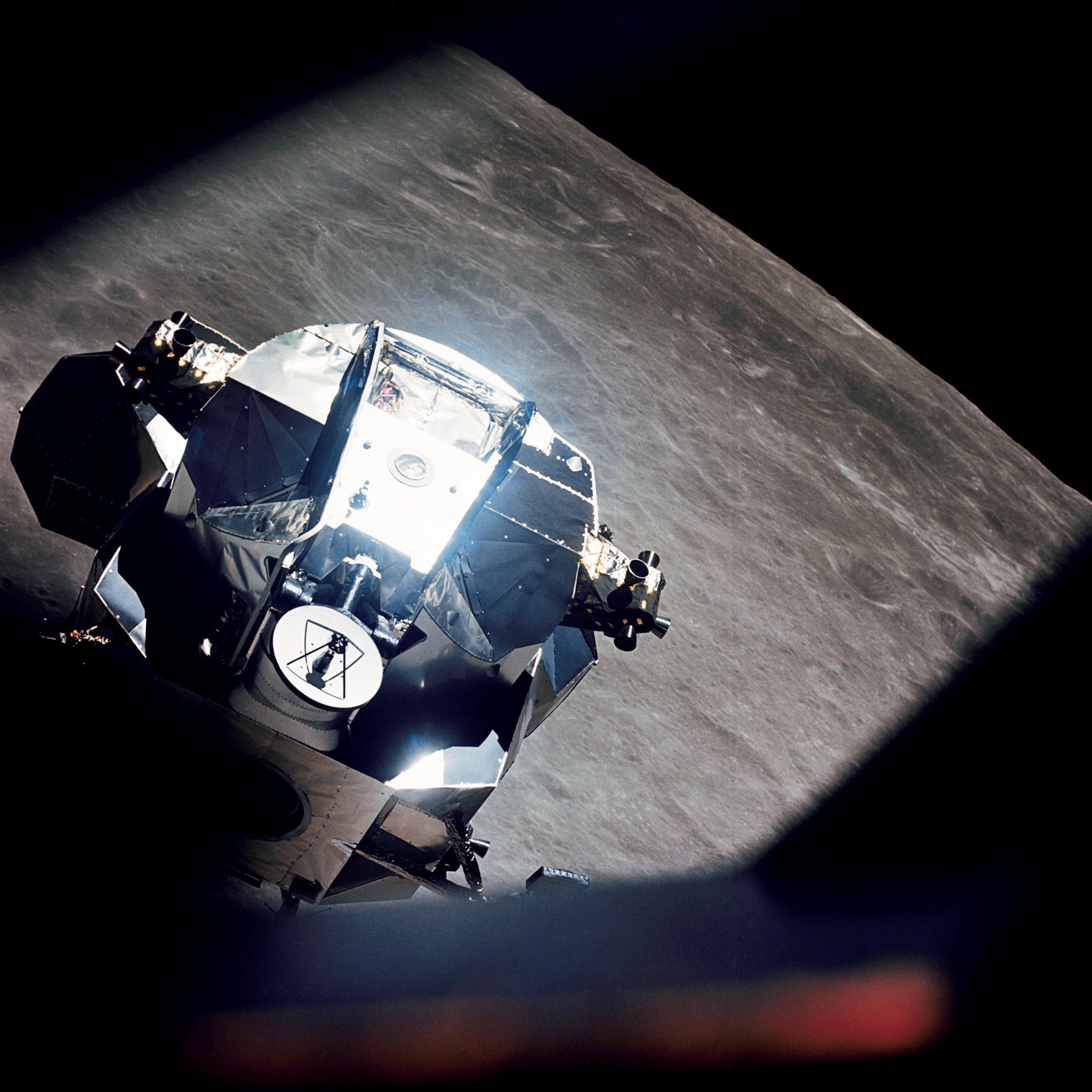
A holdkomp a parancsnoki egységgel való újra dokkolás közben
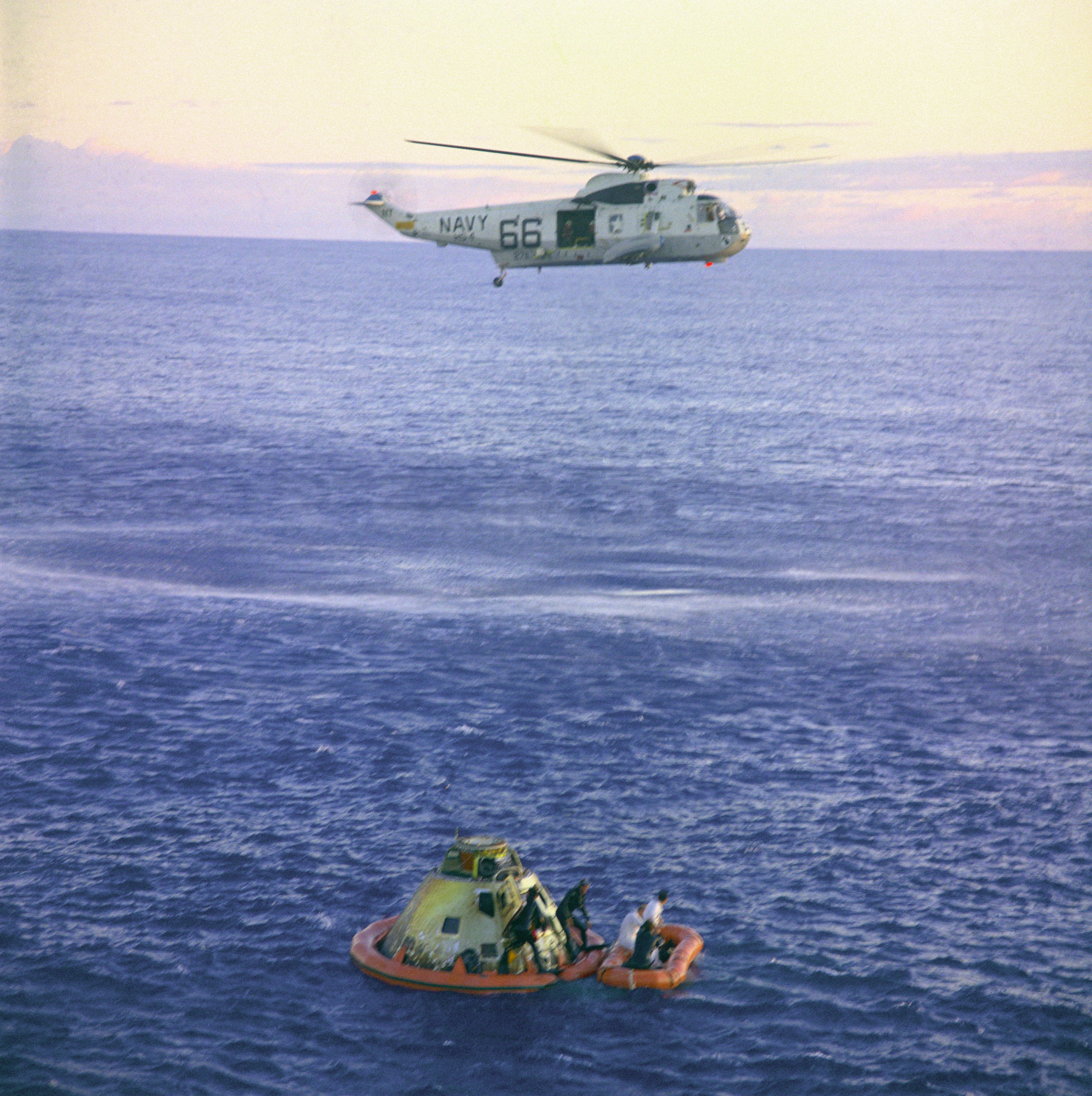
A vízreszállás utáni mentés egy SH-3 Seaking helikopterrel a USS Princetown állományából
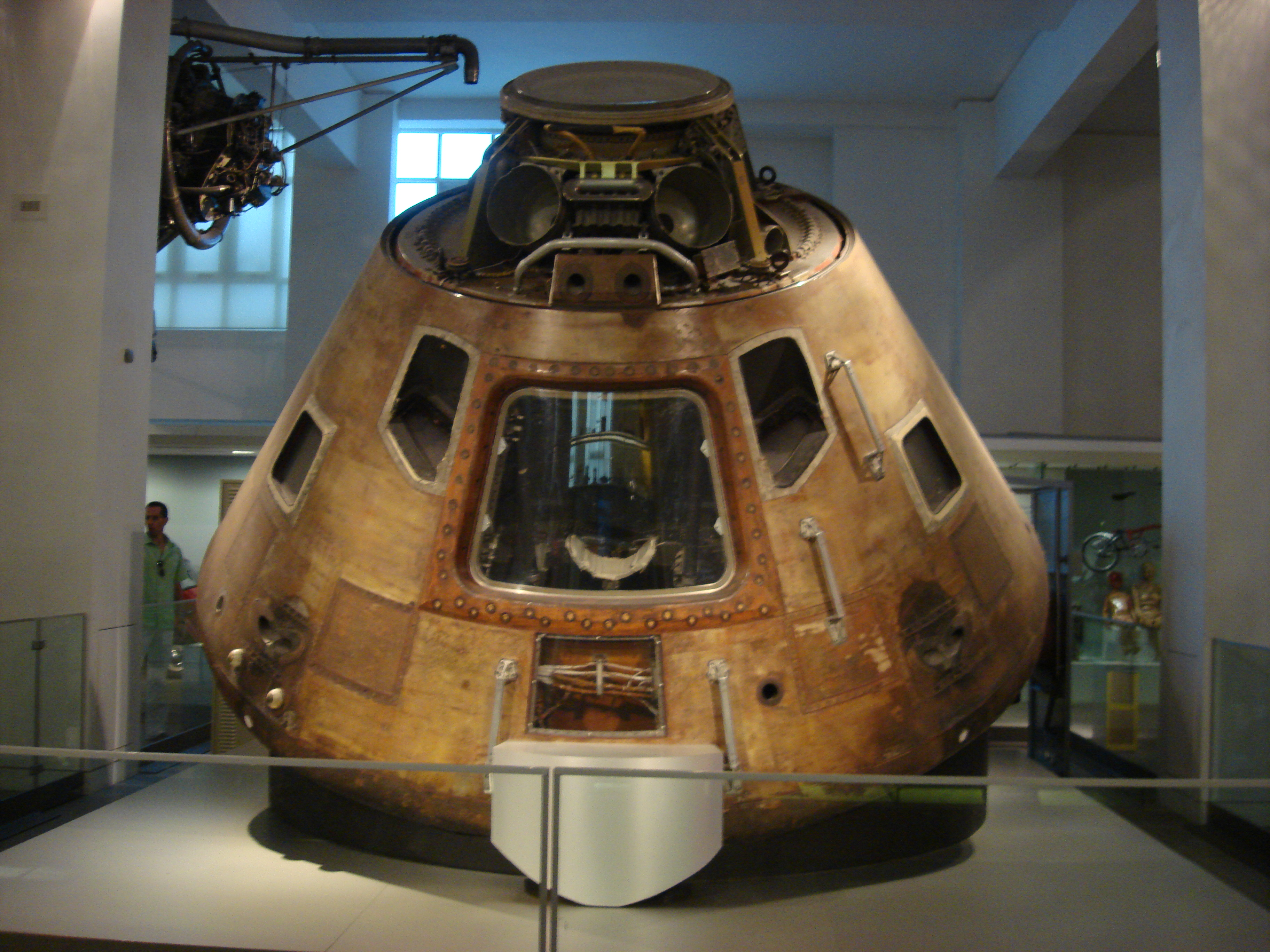
A parancsnoki egység a London Tudományos Múzeum kiállításán
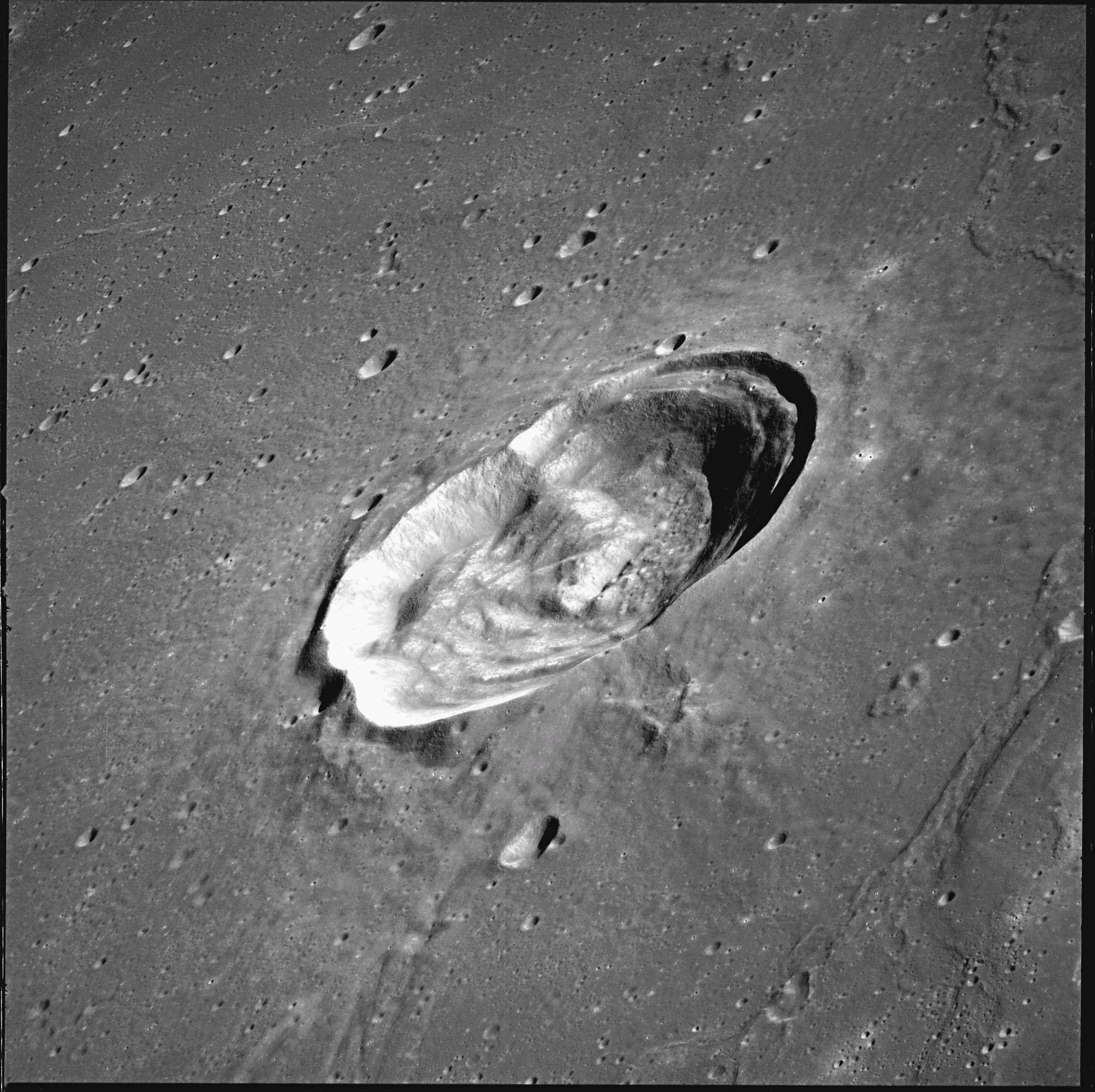
Az Arago kráter a Holdon
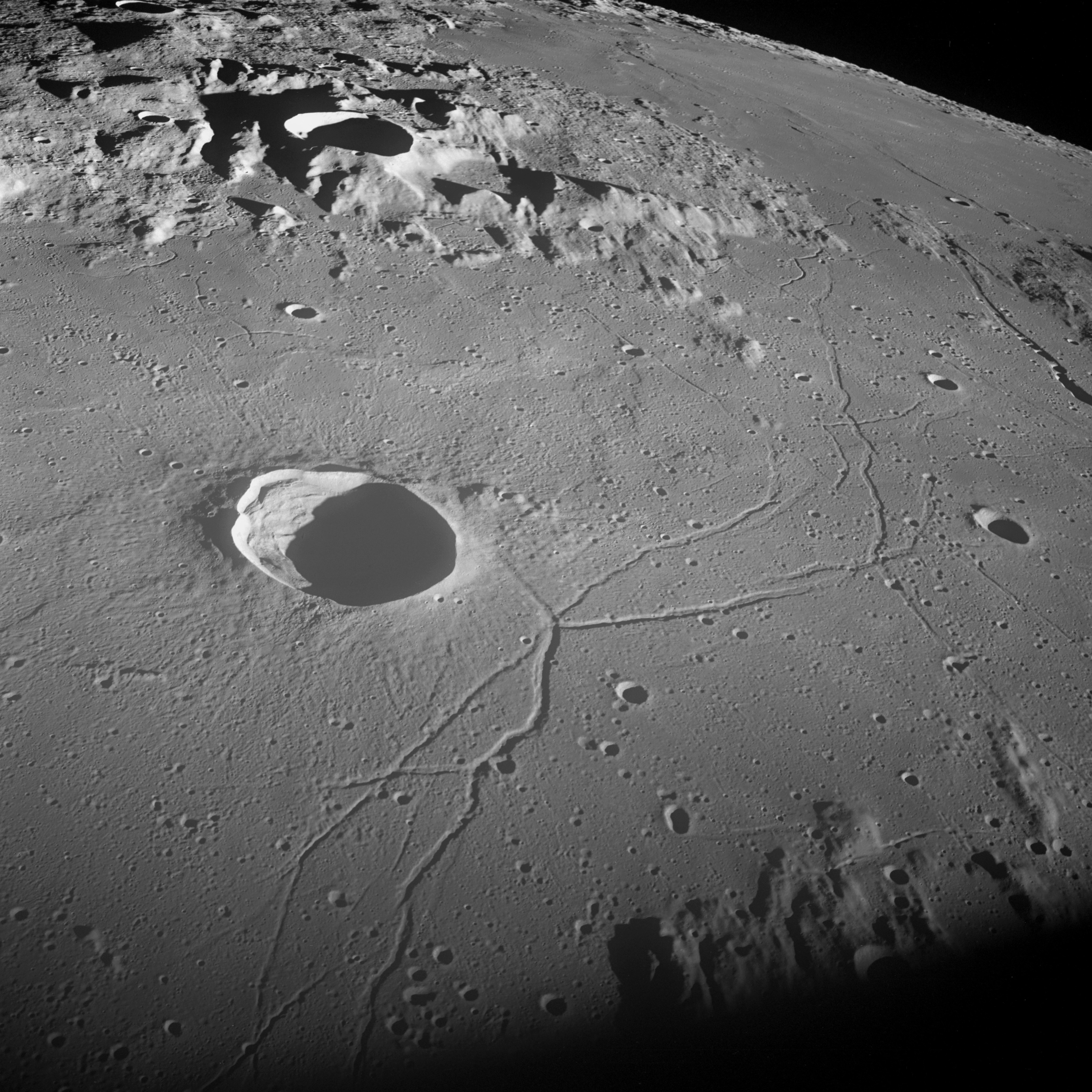
A Triesnecker kráter és a Triesnecker rianás
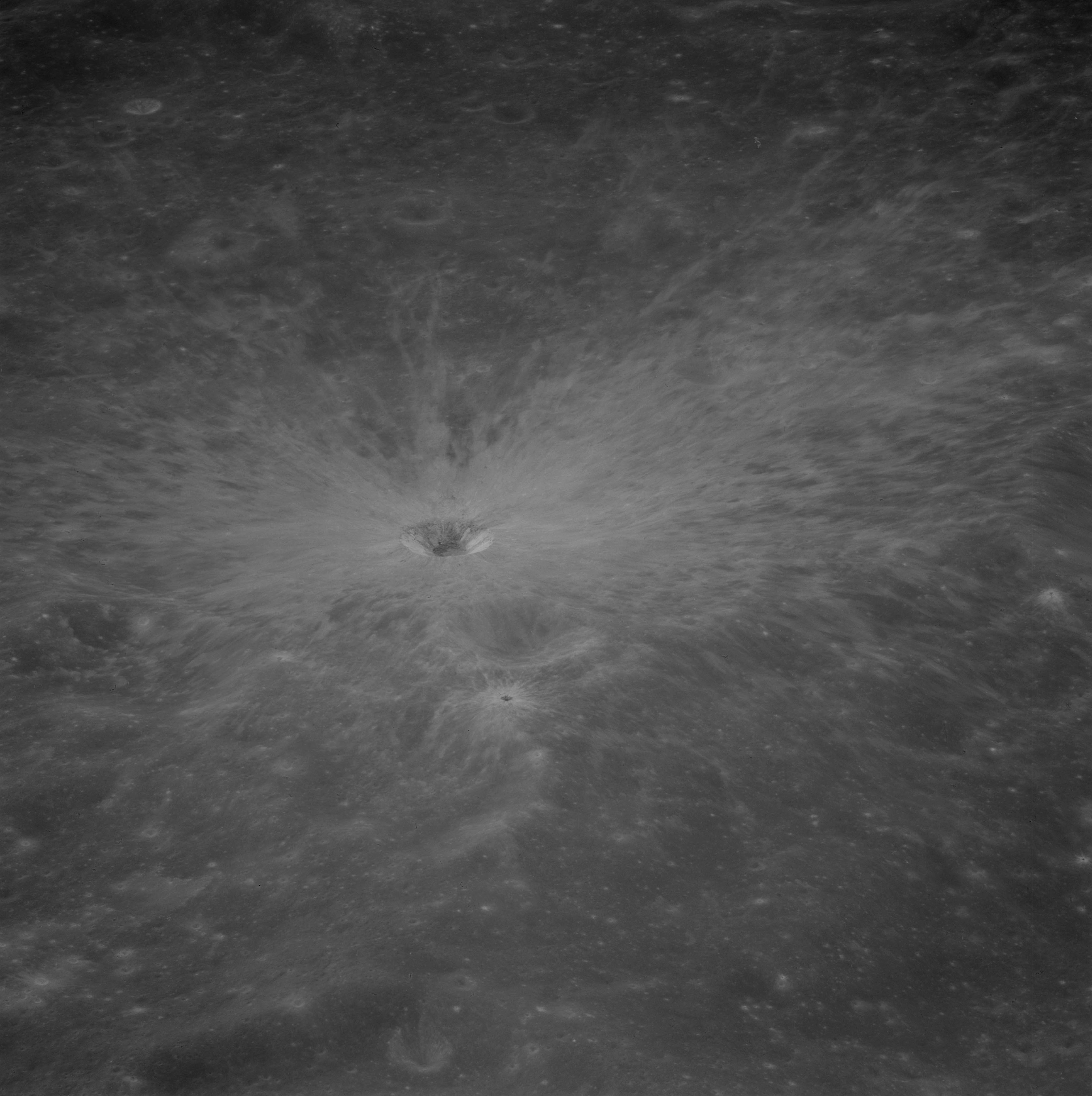
Egy kisebb név nélküli kráter a Hold túlső oldalán, kiterjedt fényes kivetődési sávokkal
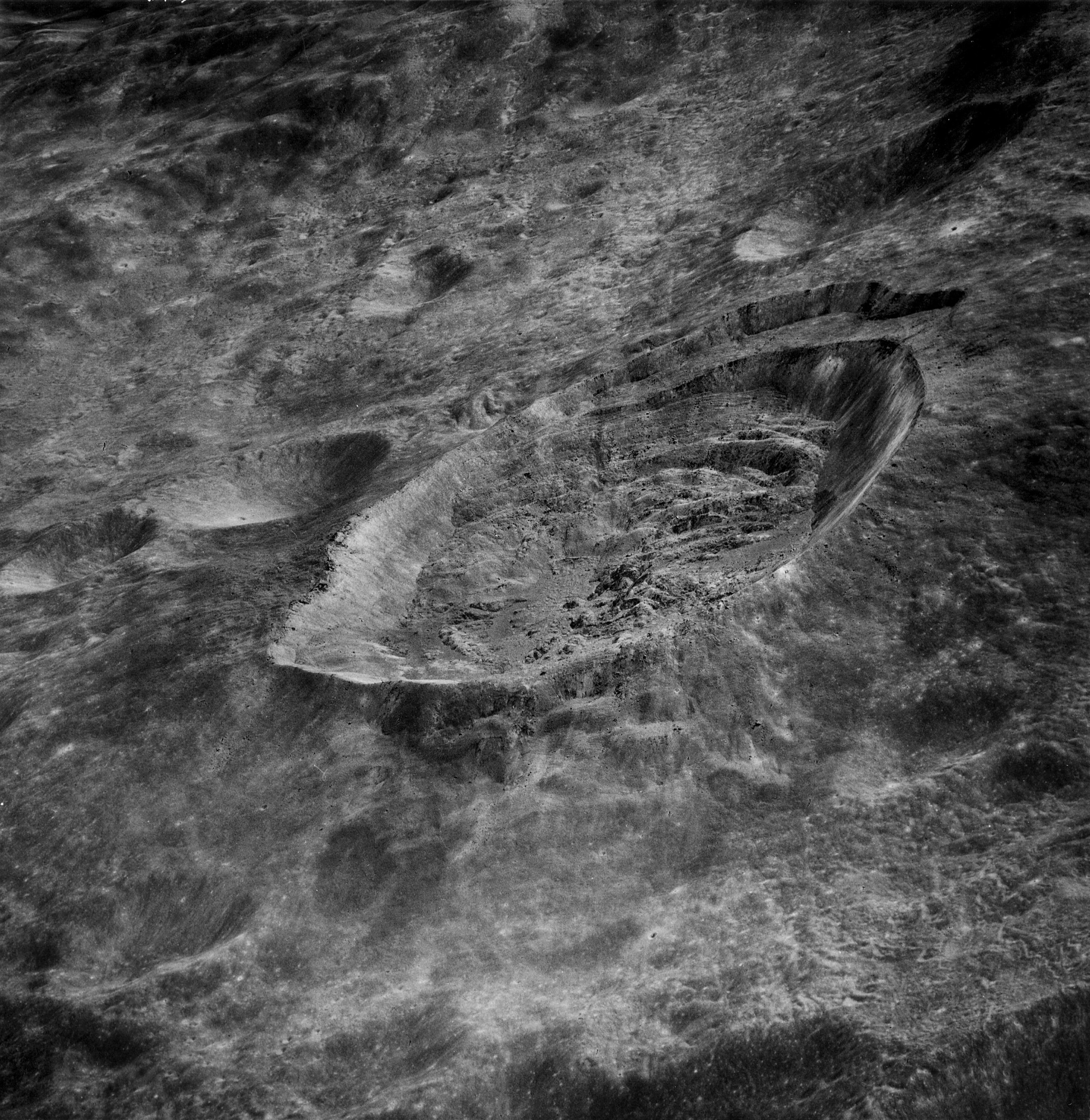
A Necho kráter a Hold túloldalán
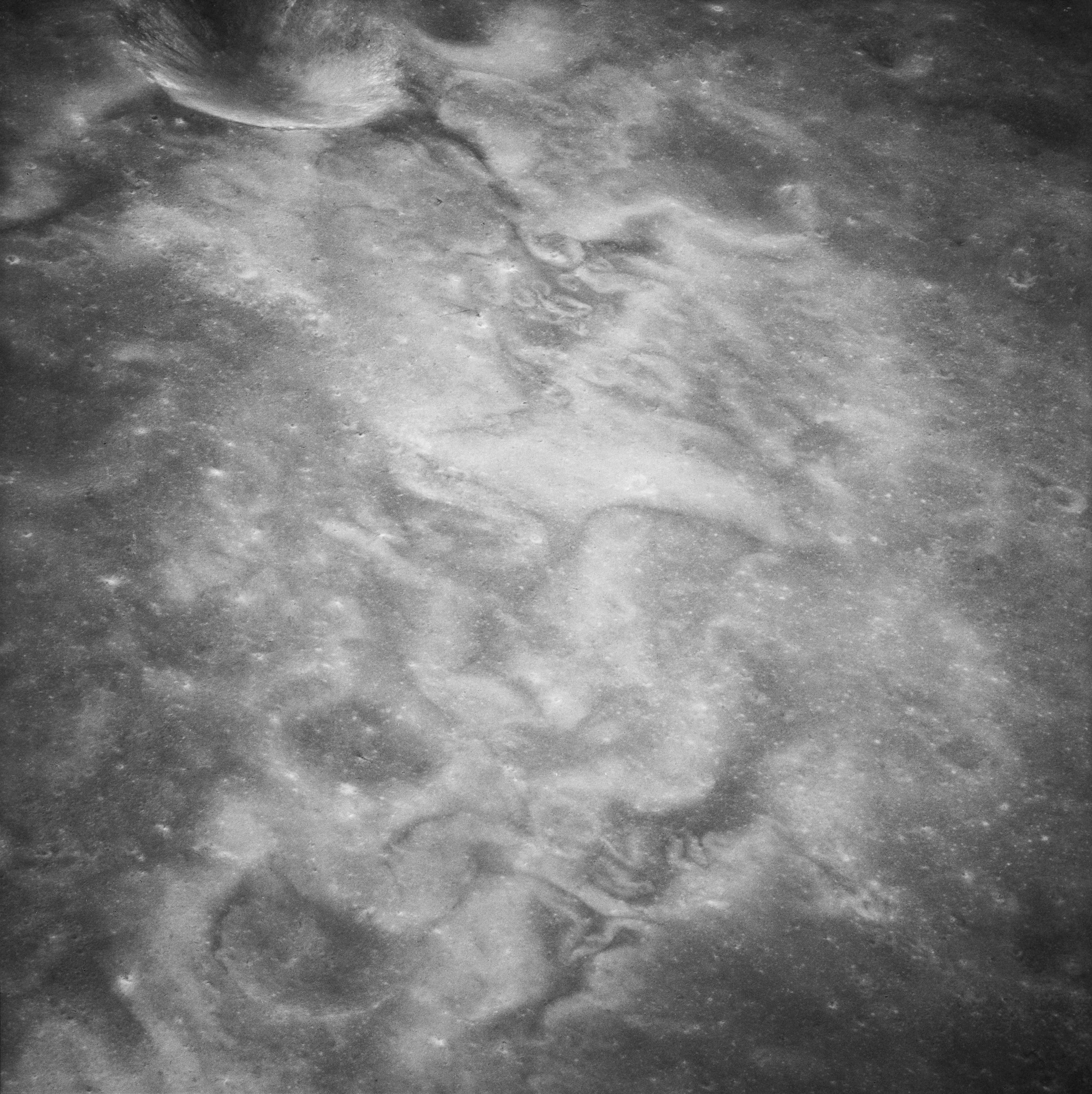
Egy nagy aldebojú név nélküli formáció a Firsov krátertől keletre